# بوریس کوستودیف

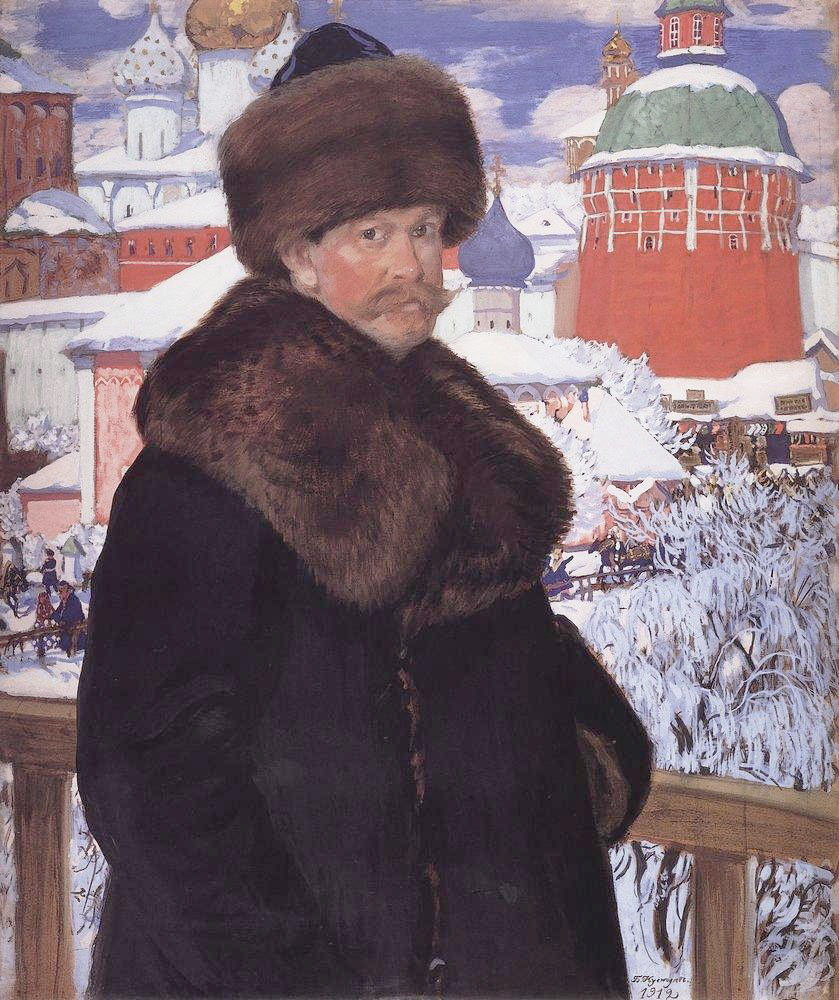
خودنگاره در جلوی صومعه سرگییف پوساد در سال ۱۹۱۲ گالری اوفیتزی

بوریس کوستودیف (به روسی: Boris Kustodiev)،(زاده ۷ مارس یا ۲۳ فوریه ۱۸۷۸ -درگذشته ۲۸ مه ۱۹۲۷) نقاش و طراح صحنه اهل روسیه بود.

## زندگی اولیه

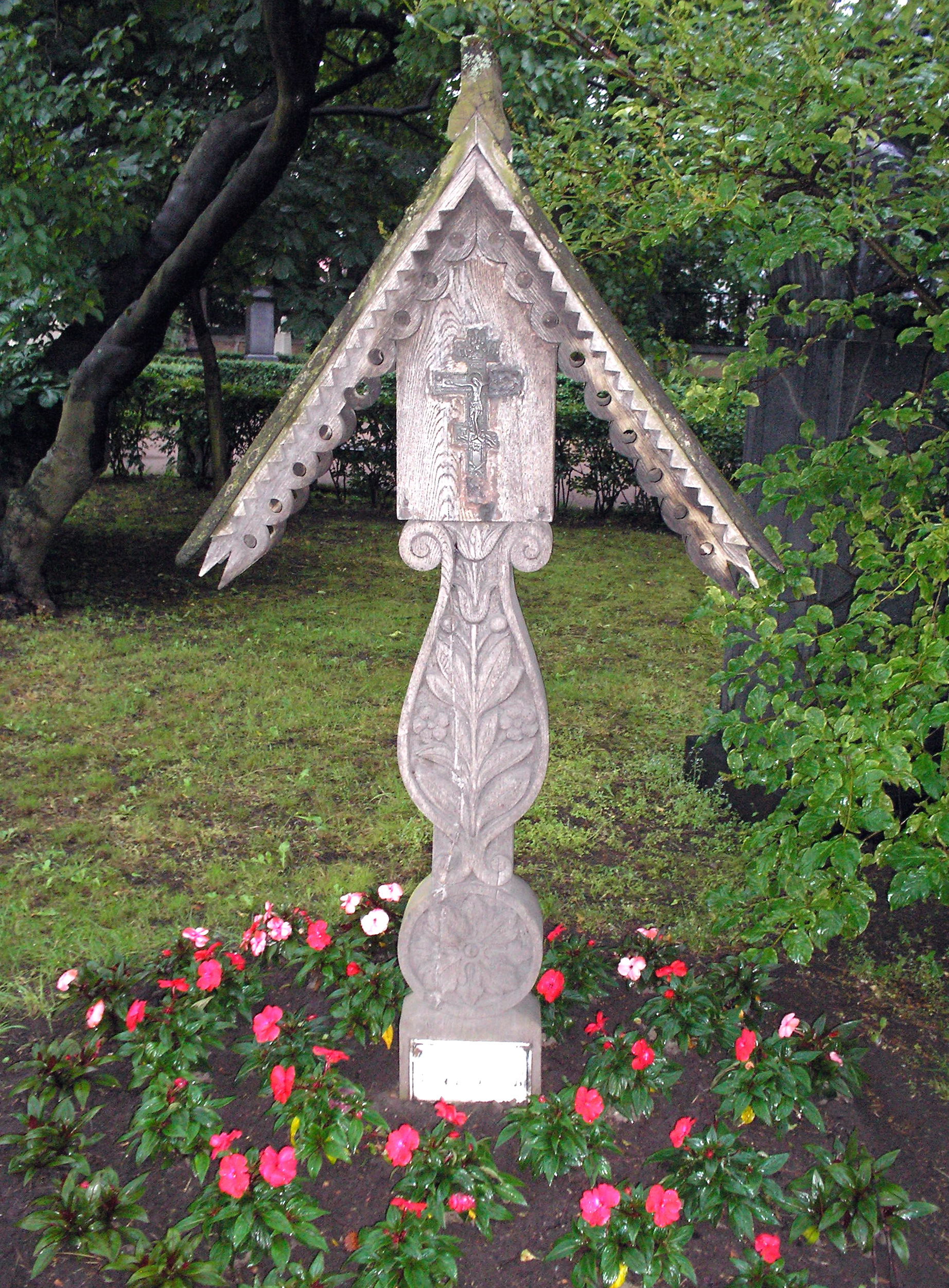
مقبره بوریس کوستودیف

بوریس کوستودیف در آستراخان در خانواده یک استاد فلسفه، تاریخ ادبیات و منطق در حوزه علمیه محلی به دنیا آمد. پدرش در جوانی درگذشت و بار مالی و مادی خانواده بر شانه‌های مادرش افتاد. خانواده کوستودیف بخش کوچکی از خانه یک تاجر ثروتمند را اجاره کردند. آنجا بود که برای اولین بار احساس پسر از روش زندگی طبقه بازرگانان استان شکل گرفت. هنرمند بعدها نوشت: «در آنجا معنی فراوانی و سبک زندگی تجار ثروتمند را درست احساس می‌کردم… و آن چیزی شبیه نمایشنامه آستروفسکی بود.» هنرمند این مشاهدات دوران کودکی را سال‌ها حفظ کرد، و بعدها در تابلوهای رنگ روغن و آبرنگش آن‌ها را بازآفرینی کرد.

## مطالعات هنری

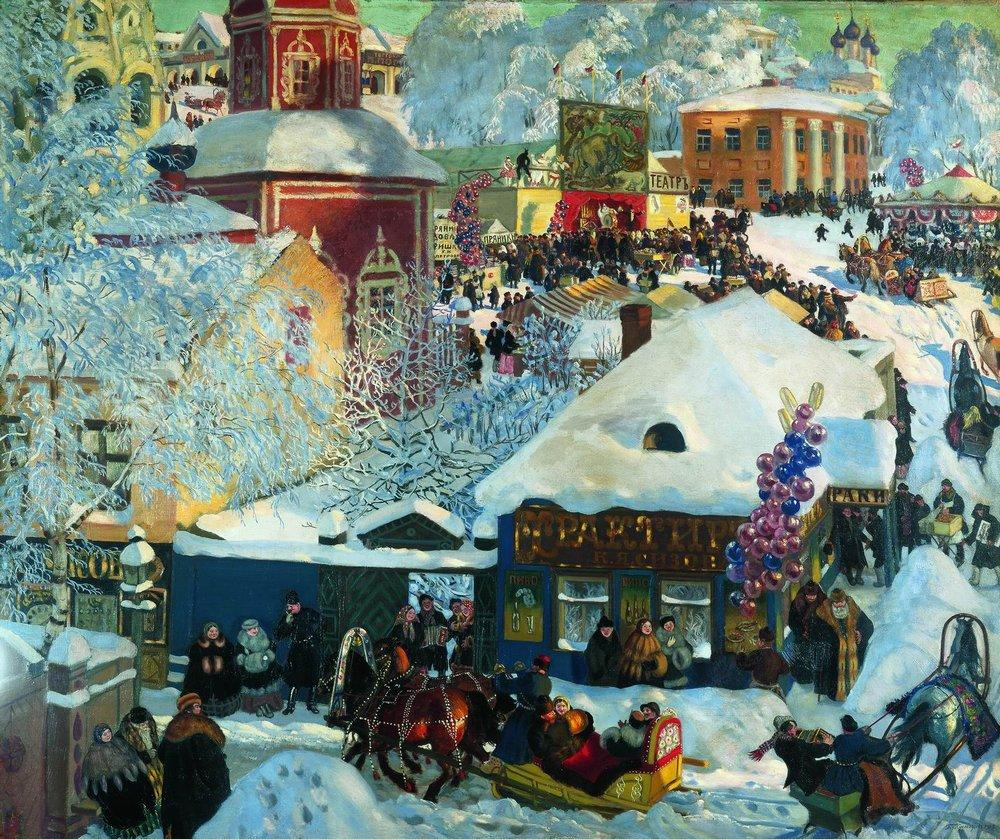
جشن‌های زمستانی ۱۹۱۹

بوریس بین سال‌های ۱۸۹۳ و ۱۸۹۶ در حوزه علمیه و در آستراخان در نزد پاول ولاسف که شاگرد واسیلی پروف بود درس‌های خصوصی گرفت. پس از آن از سال ۱۸۹۶ تا ۱۹۰۳ در استودیو ایلیا رپین در آکادمی هنرهای امپراتوری در سن پترزبورگ شرکت کرد. به‌طور همزمان او در کلاس‌های مجسمه‌سازی دمیتری استلتسکی و کلاس‌های قلم‌زنی واسیلی میت شرکت کرد. او اولین نمایشگاهش را در سال ۱۸۹۶ برگزار کرد.
رپین نوشت: «من امید زیادی به کوستودیف دارم. او هنرمند بااستعداد و مرد جدی و متفکری با عشق و علاقه عمیق به هنر است؛ او طبیعت را به‌طور دقیق مطالعه می‌کند…» وقتی رپین برای نقاشی بزرگ بزرگداشت ۱۰۰ سالگی شورای دولتی کمیسیون دریافت کرد از کوستودیف برای معاونتش دعوت کرد. نقاشی کاملاً پیچیده بود و به کار سخت زیادی نیاز داشت. همراه معلمش، هنرمند جوان برای نقاشی در مورد پرتره مطالعه کرد؛ و سپس سمت راست تابلو را کشید. همچنین در همین زمان، کوستودیف پرتره یک سری از معاصرانش ر.ک. رفقای روحی خودش می‌دانست کشید. این پرتره‌ها شامل :پرتره هنرمند ایوان بیلیبین(۱۹۰۱، موزه روسی)، مولدوتسوف (۱۹۰۱، موزه هنر منطقه کارسنودار)، همسر قلم‌زن (۱۹۰۲، موزه روسی). کار روی این پرتره‌ها به‌طور قابل ملاحظه‌ای به هنرمند کمک کرد، چون او را مجبور به مطالعه کرد مدلش را از نزدیک مطالعه کند و به دنیای پیچیده روح انسان نفوذ کند.
در سال ۱۹۰۳ با ژولیا پروشینسکایا (زاده۱۸۸۰ - درگذشته۱۹۴۲) ازدواج کرد.
او در سال ۱۹۰۴ با بورس آکادمی هنرهای امپراتوری از فرانسه و اسپانیا دیدن کرد. در سال ۱۹۰۴، در استودیو خصوصی امیل-رنه منار در پاریس هم شرکت کرد. بعد از آن به اسپانیا سپس، در سال ۱۹۰۷ مسافرت کرد، و در سال ۱۹۰۹ به اتریش، آلمان و دوباره فرانسه و ایتالیا رفت. در طی این سال‌ها او پرتره‌های و قطعات زیادی را کشید. به‌هرحال مهم نبود که کوستودیف کجا است در سویل آفتابی یا در پارک کاخ ورسای، کشش مقاومت ناپذیری به سرزمین مادری خود داشت. بعد از پنج ماه اقامت در فرانسه به روسیه بازگشت، با شادی آشکاری به دوستش میت نوشت که دوباره به «روسیه پربرکت‌مان بازگشتم.»

## حرفه

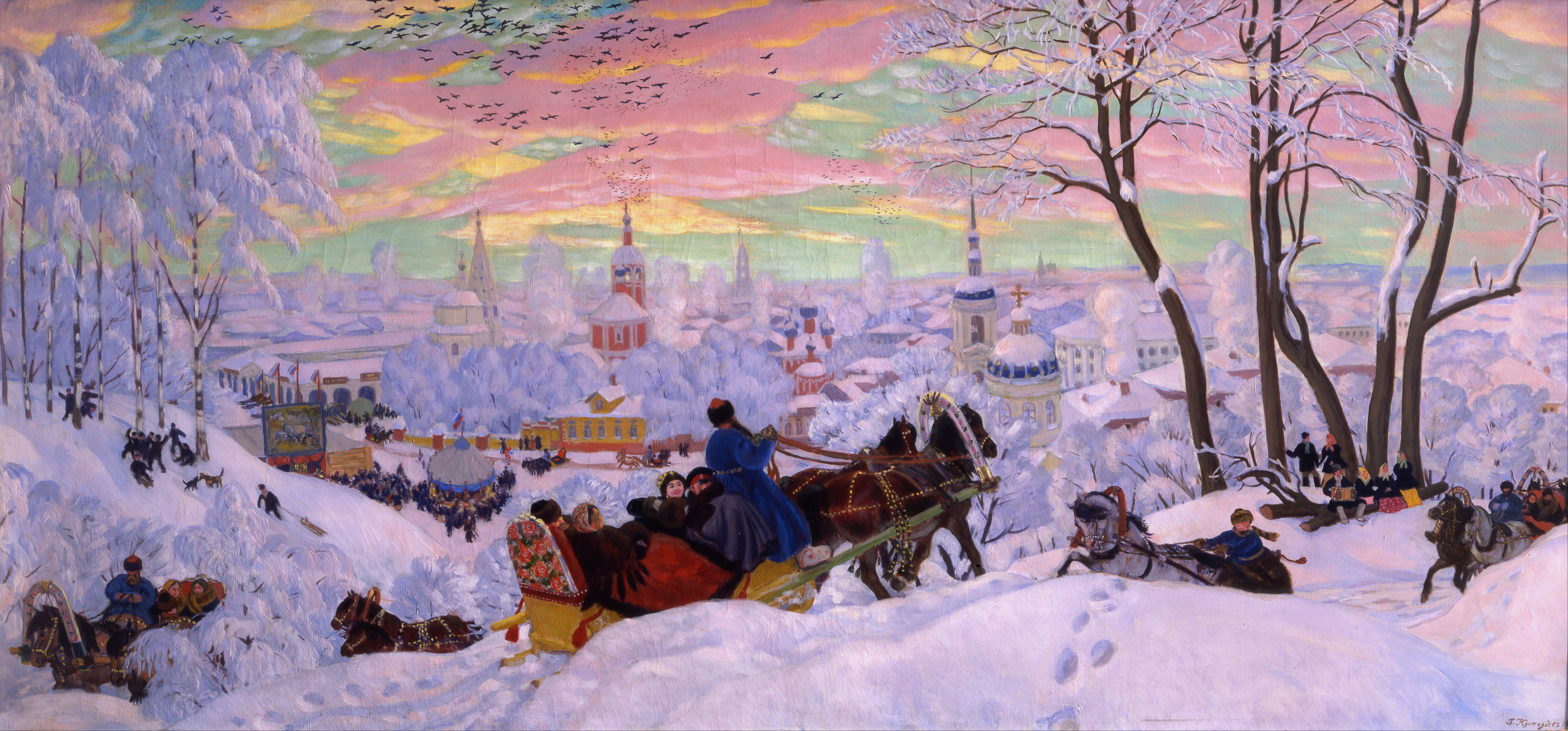
سه‌شنبه اعتراف، ماسلنیتسا، (۱۹۱۶)

انقلاب ۱۹۰۵ روسیه که اساس جامعه را لرزاند، پاسخ زنده‌ای را در روح هنرمند برانگیخت. او در نشریه‌های ژوپل (باگبر) و آدسکایا پوکتا (پست جهنم) مشارکت داشت. در آن زمان، هنرمندان دنیای هنر گروهی از هنرمندان خلاق روسیه را ملاقات کرد. او در سال ۱۹۱۰ به انجمن آن‌ها پیوست بنابراین در تمام نمایشگاه‌های آن‌ها شرکت داشت.
در سال ۱۹۰۵، کوستودیف ابتدا به تصویرگری کتاب ژانری که در سراسر عمرش دنبال می‌کرد برگشت. او بسیاری از کتاب‌های ادبیات کلاسیک روسیه، از جمله نفوس مرده، کالسکه و اُورکت نیکلای گوگول، خانم تزار ایوان واسیلوویچ، سیاست جدید تزار و سرود کلاشنیکف تاجر اثر میخائیل لرمونتوف، و چگونه شیطان نان و شمع دهقانان را به سرقت برداثر لئو تولستوی را مصور کرد.
در سال ۱۹۰۹ در آکادمی هنرهای امپراتوری انتخاب شد. او به کار شدید ادامه داد، تا اینکه یک بیماری خطرناک، سل ستون مهره‌ها به سراغش آمد. با نصیحت دکترهایش به سوئیس رفت، و در آنجا در یک کلینیک خصوصی به مدت یک سال تحت درمان قرار گرفت. او بخاطر دوری از سرزمین مادری‌اش غصه می‌خورد، و موضوع‌های روسی موضوع‌های اصلی کارهایی بود که او در آن سال انجام داد. در سال ۱۹۱۸ همسر تاجر را کشید که مشهورترین نقاشی او شد.

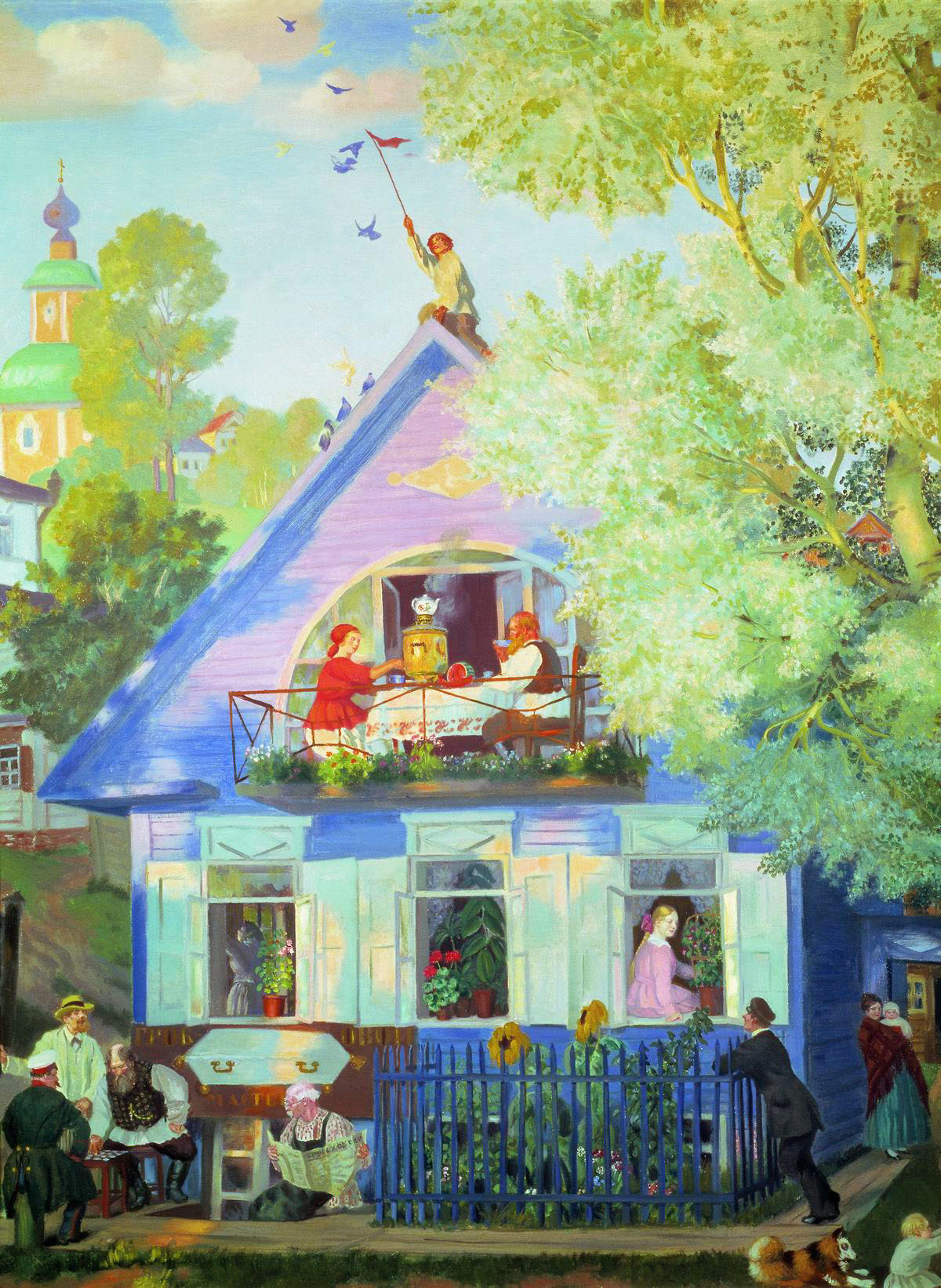
خانه آبی (۱۹۲۰)

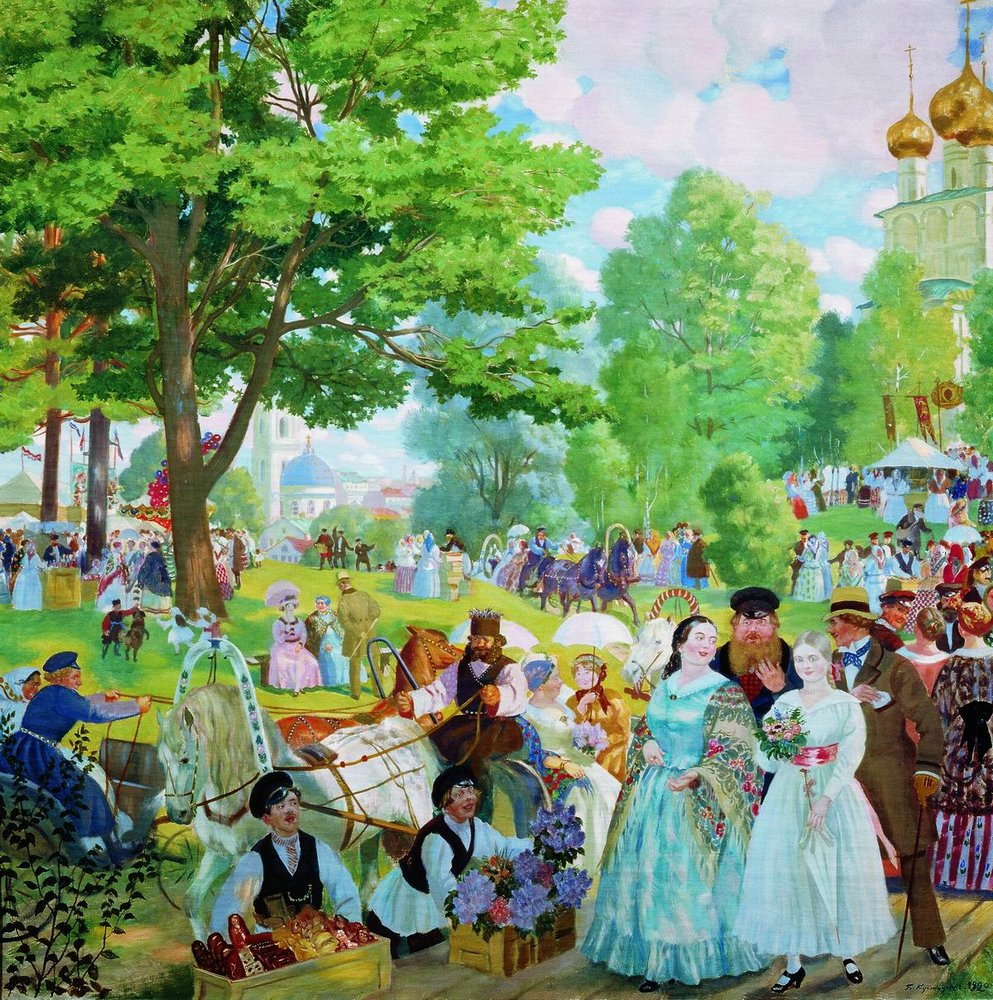
روز ترینیتی اثر:کوستودیف سال ۱۹۲۰

در سال ۱۹۱۶ او به‌طور کامل فلج شد. او نوشت: «اکنون تمام دنیای من به اتاقم محدود شده‌است.» توانایی او علی‌رغم فلجش در خوشحال و سرزنده بودن دیگران را شگفت‌زده کرد. نقاشی‌های رنگارنگ و ژانر شاد کارهایش رنج و درد جسمی او را آشکار نمی‌کرد، برعکس تصور داشتن یک زندگی شاد و بی‌خیال را القا می‌کرد.
تابلوهای سه شنبه اعتراف/ماسلنیتسا(۱۹۱۶) و فونتانکا (۱۹۱۶) همگی را از روی خاطراتش نقاشی کرد. او با دقت خاطرات کودکی‌اش را در شهر شلوغ کنار ساحل رود ولگا بازیابی می‌کرد.
در اولین سال بعد از انقلاب سال ۱۹۱۷ روسیه هنرمند با الهام زیادی در زمینه‌های مختلف کار کرد. موضوعات معاصرش اساس کارهای او شد، کارهای او شامل نقاشی برای تقویم‌ها، جلد کتاب‌هاو تصاویر و طرح دکور خیابان‌ها و تعدادی پرتره (پرتره کنتس گرابوسکا) می‌شد.
نقاشی‌های او برای جلد نشریات مزرعه ذرت قرمز و چشم‌انداز قرمز به علت زنده بودن و هشیاری موضوع خود توجه‌ها را جلب کرد. کوستودیف با تصویرسازی کارهای نیکولای نکراسوف در چاپ‌سنگی هم کار کرد. نقاشی‌های او برای داستان‌های لیدی مکبث از قصبه «متسنسکی»
اثر نیکلای لسکوف اتفاق برجسته‌ای در تاریخ طراحی کتاب روسیه بود، آن‌ها به خوبی با تصاویر ادبی مطابقت داشتند.

### طراحی صحنه
هنرمند به طراحی صحنه هم علاقه داشت. او در سال ۱۹۱۱ کار در تئاتر را اولین بار با طراحی صحنه برای اجرای قلب پرشور نوشته آلکساندر آستروفسکی شروع کرد. کارش چنان موفقیت‌آمیز بود که سفارش‌های بعدی بر سرش ریخت. در سال ۱۹۱۳ صحنه‌ها و لباس بازیگران تئاتر مرگ پازوخین را در تئاتر هنری مسکو طراحی کرد.
استعداد او در این زمینه به ویژه از کارهایش در نمایشنامه‌های آستروفسکی:موضوع خانوادگی، زنان و گوسفندان، و طوفان آشکار است. محیط نمایشنامه‌های آستروفسکی زندگی روستایی و دنیای طبقه بازرگان به ژانر نقاشی‌های خود کوستودیف نزدیک بود و او در طراحی صحنه و به سادگی و سرعت کار می‌کرد.
در سال ۱۹۲۳، کوستودیف به انجمن هنرمندان انقلابی روسیه پیوست. او به نقاشی، حکاکی، تصویرگری کتاب و طراحی صحنه تئاتر تا زمان مرگش به علت بیماری سل در ۲۸ ماه مه سال ۱۹۲۸ در لنینگراد ادامه داد.

## منتخب آثار

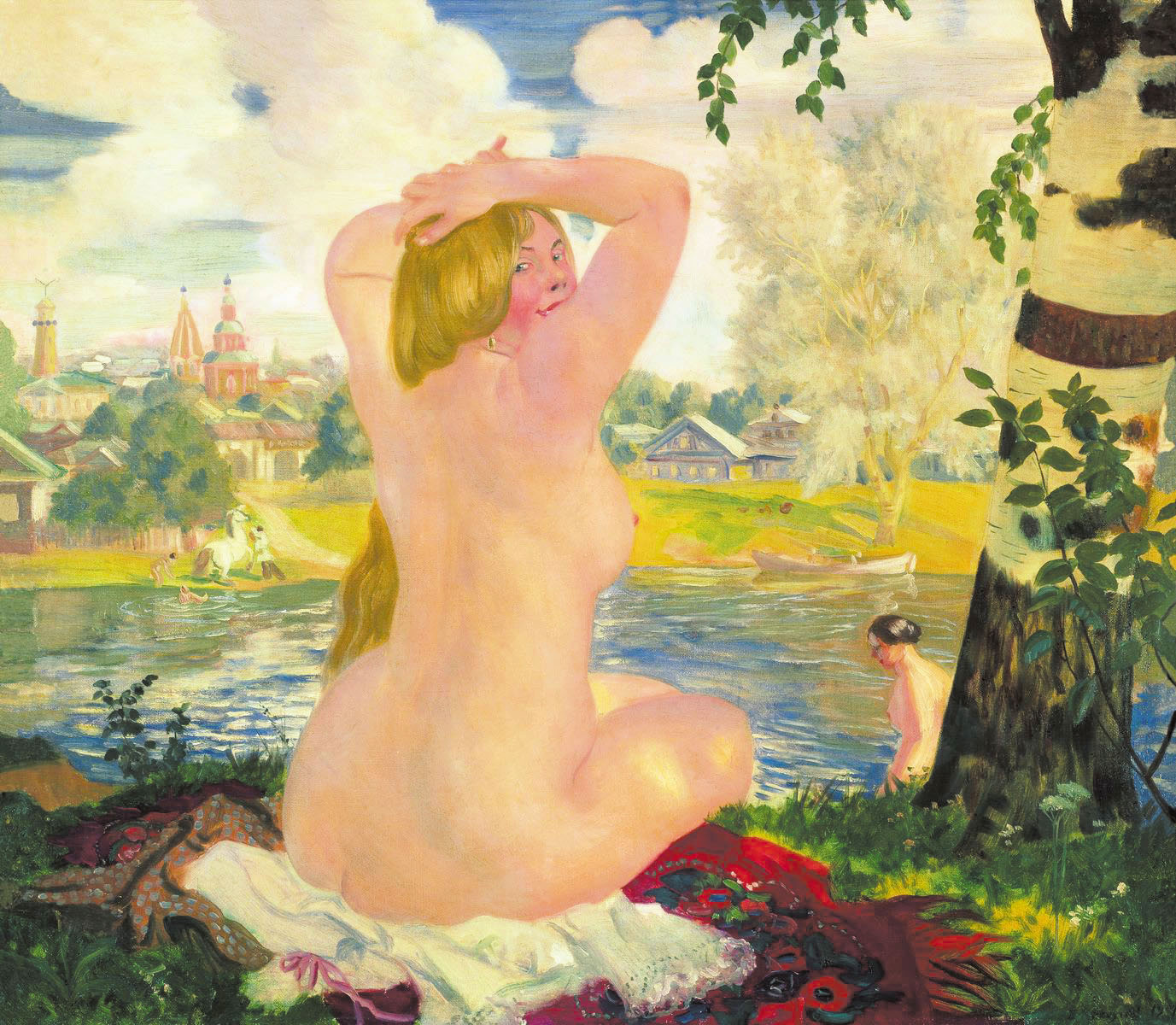
آب‌تنی ۱۹۲۱ م. موزه دولتی روسیه
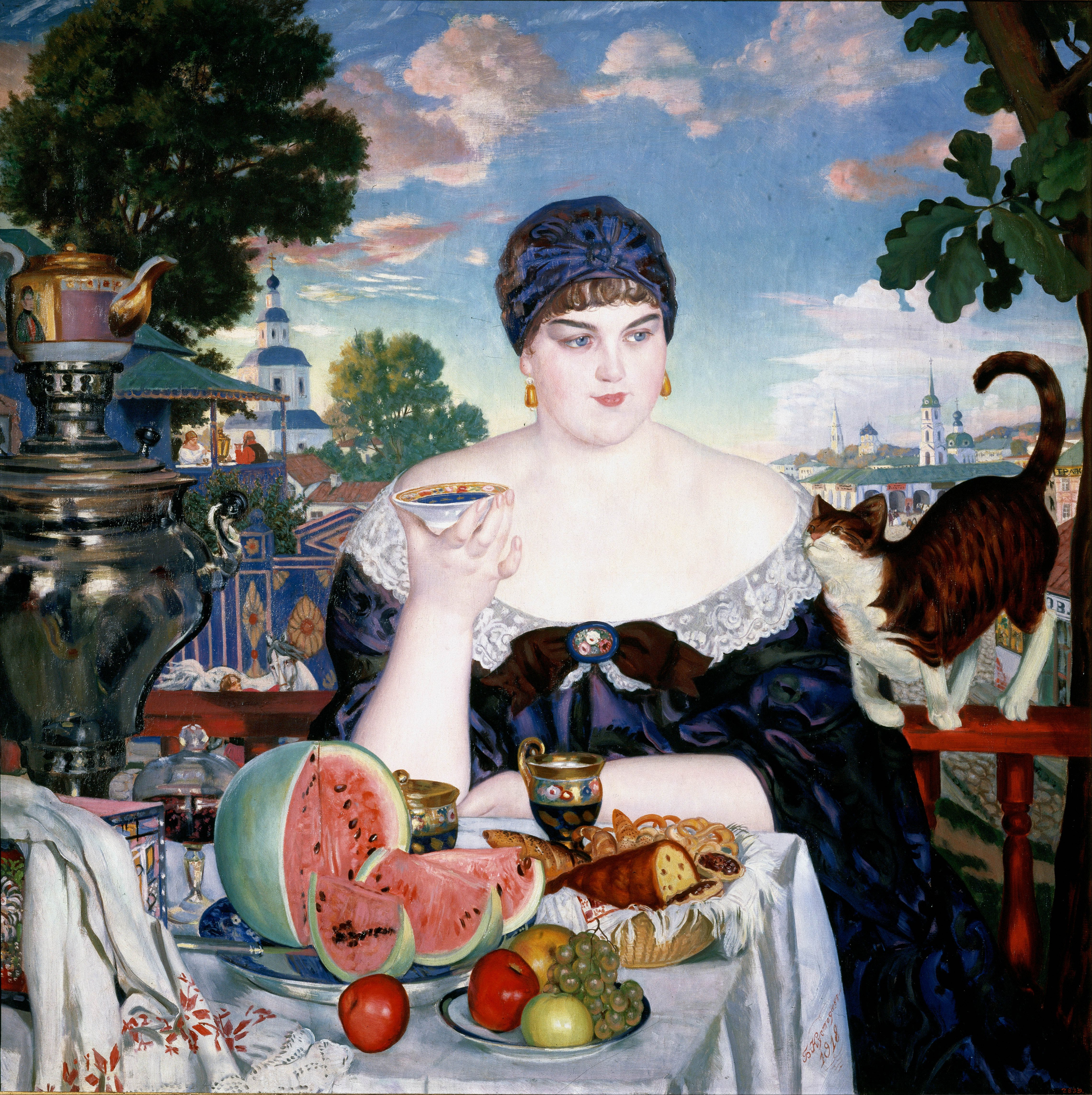
همسر تاجر هنگام صرف چای عصرانه ۱۹۱۸ م. موزه دولتی روسیه
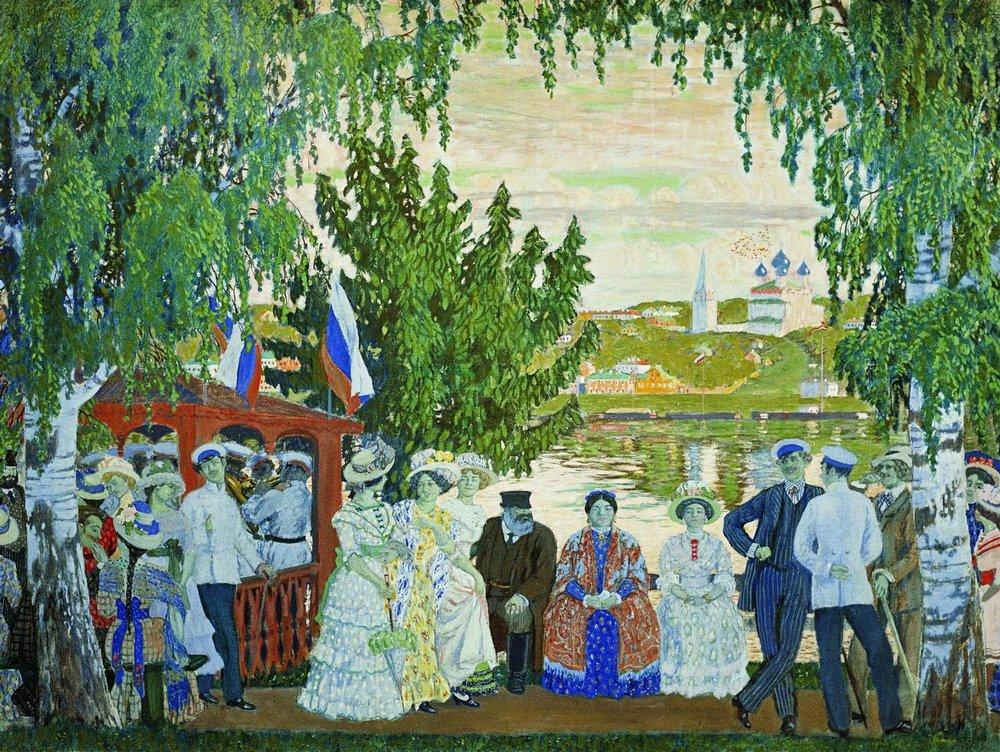
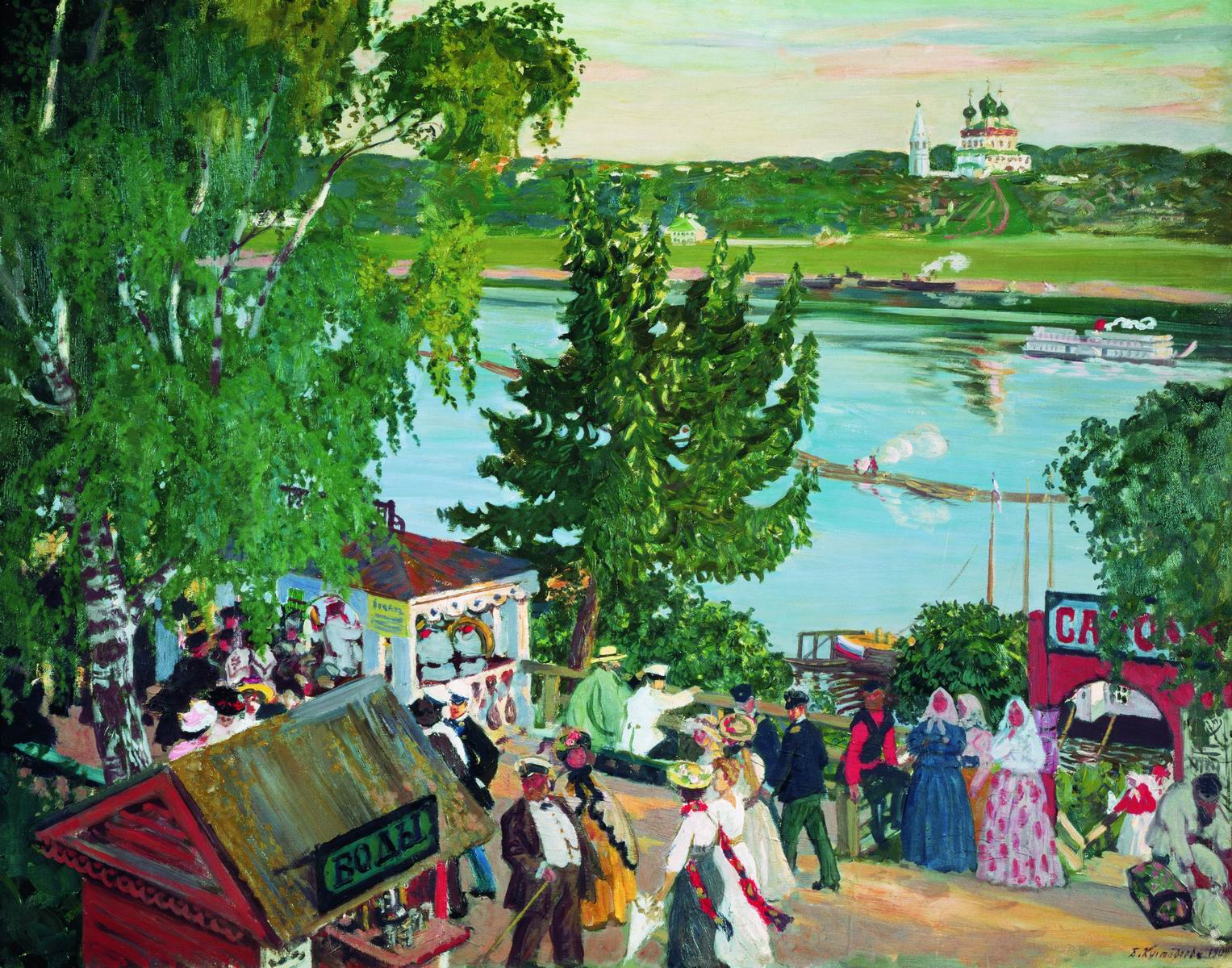
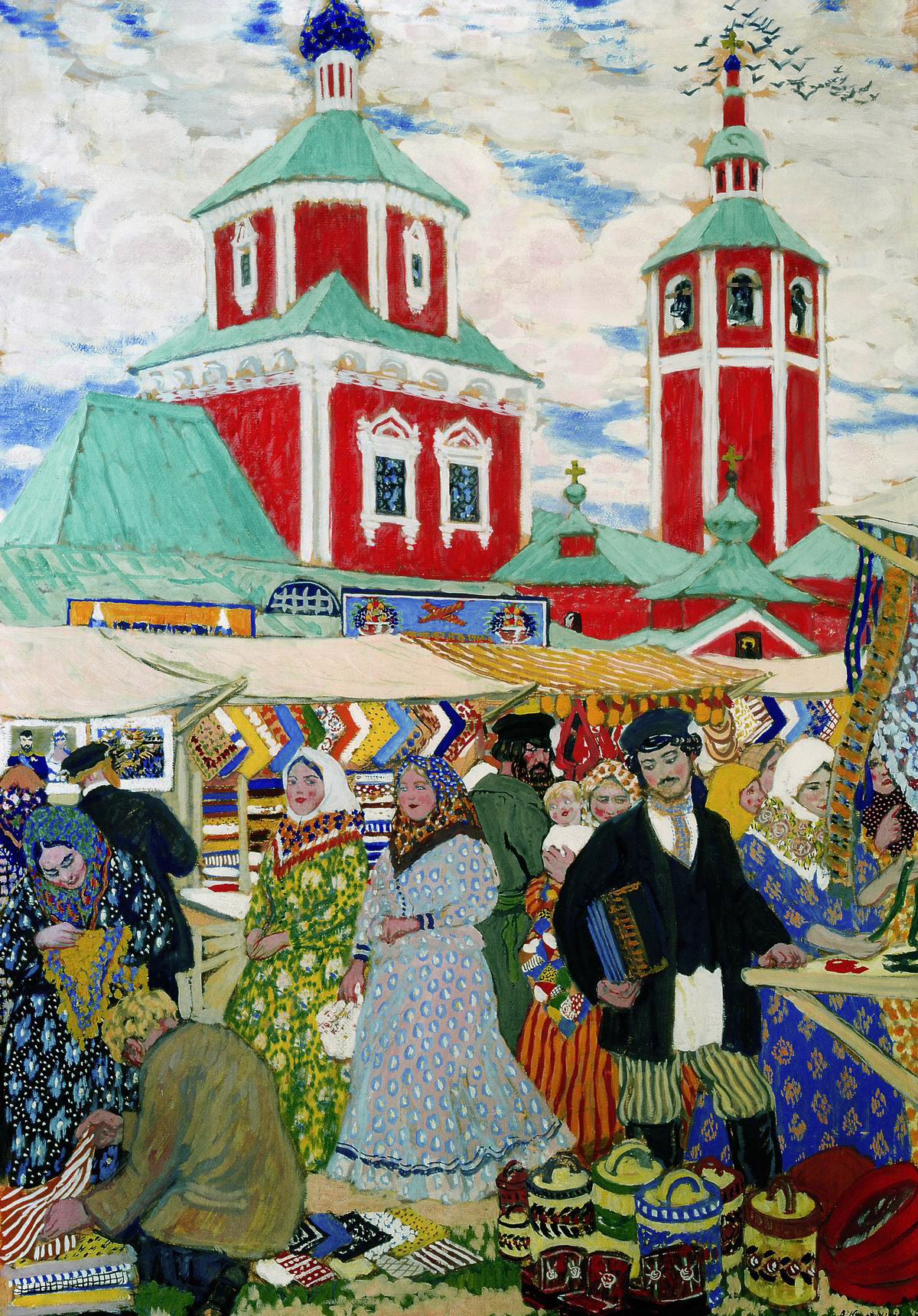
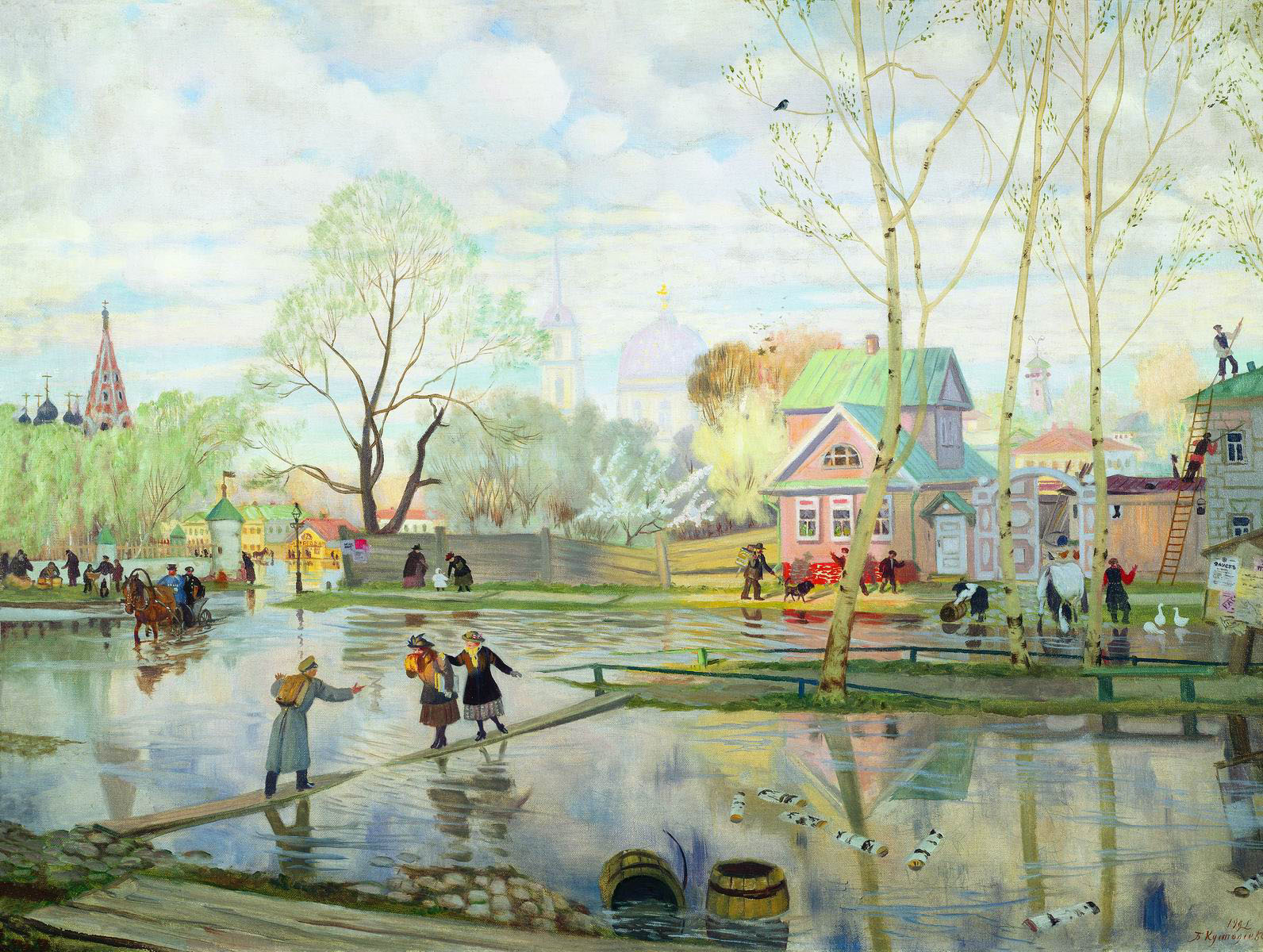
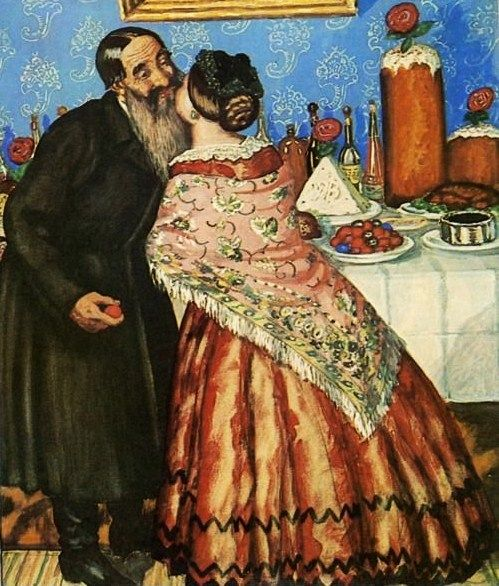
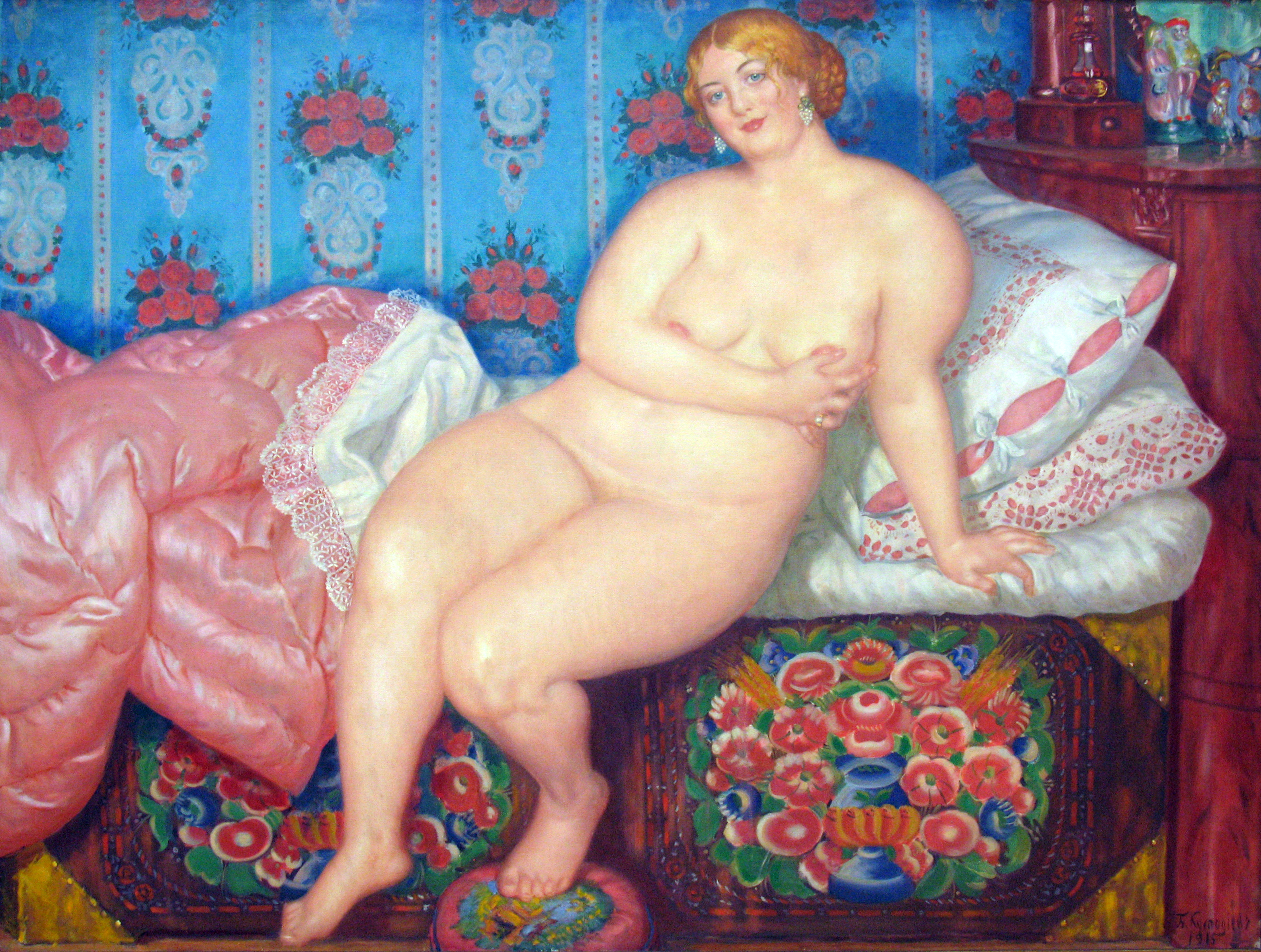
زیبایی
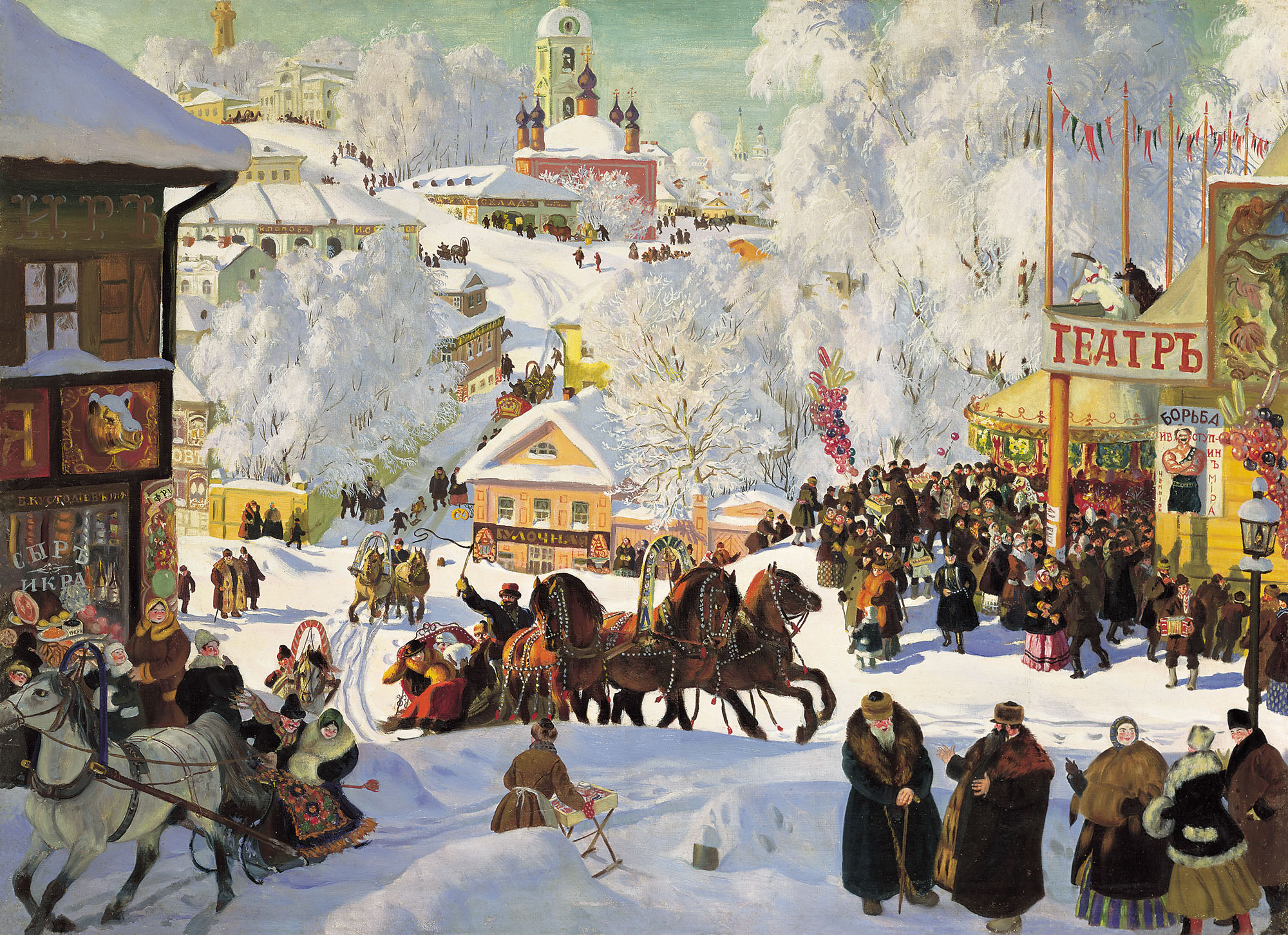
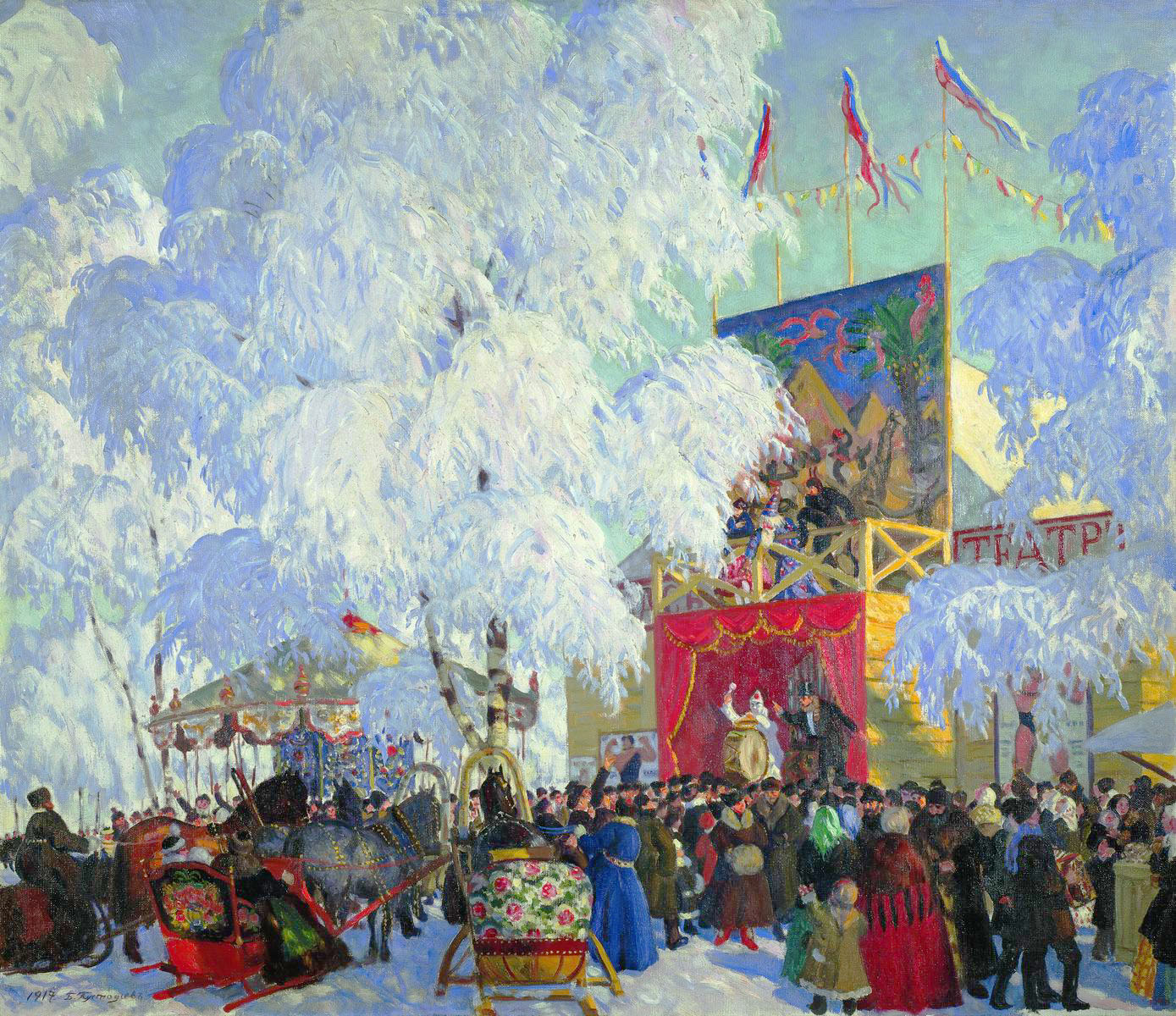
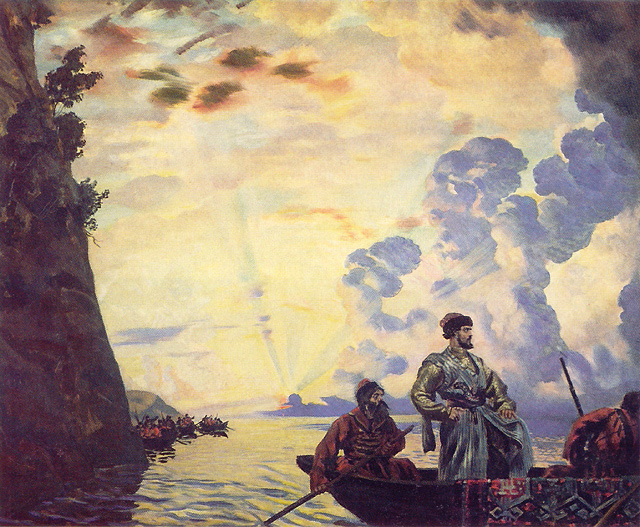
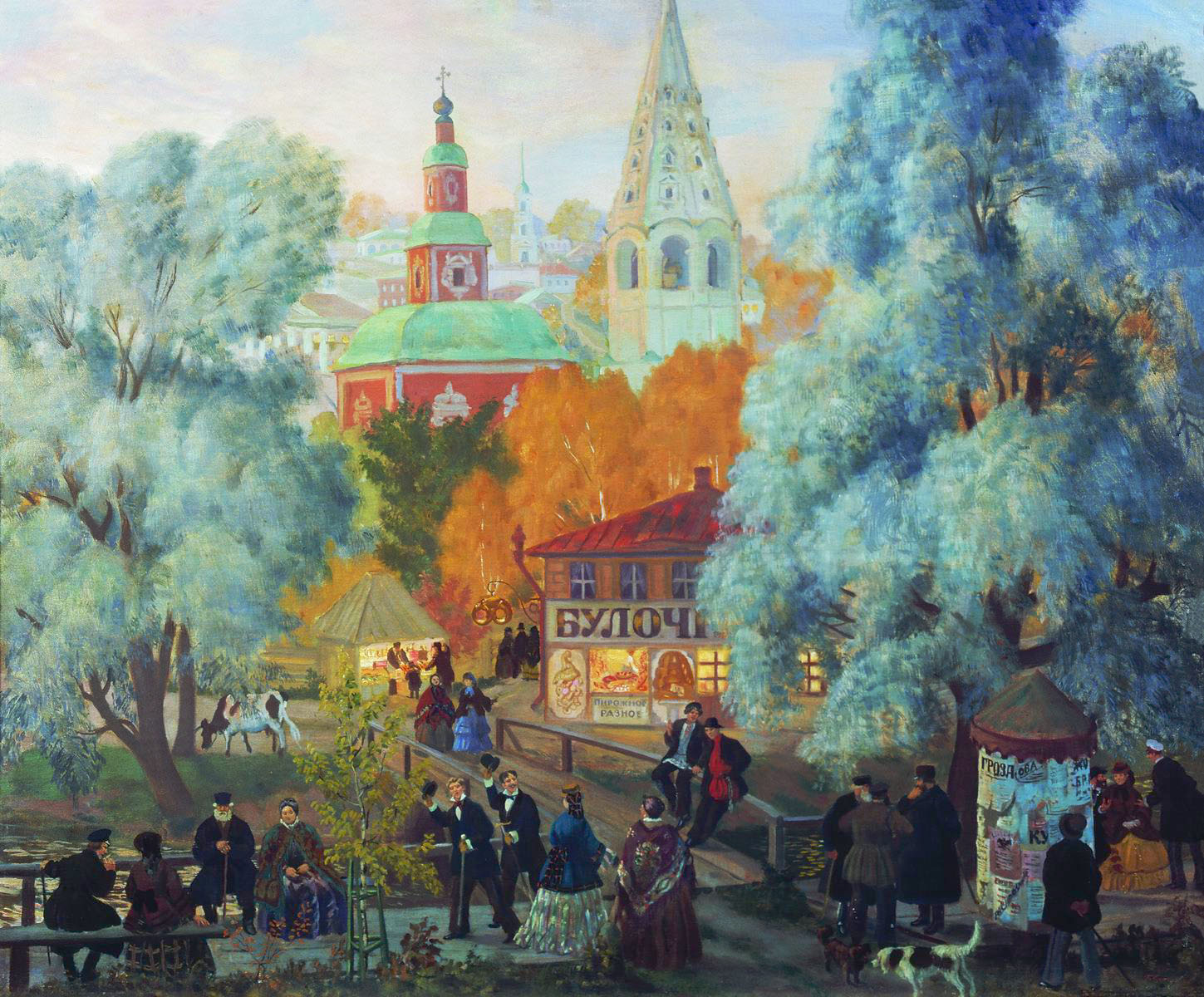
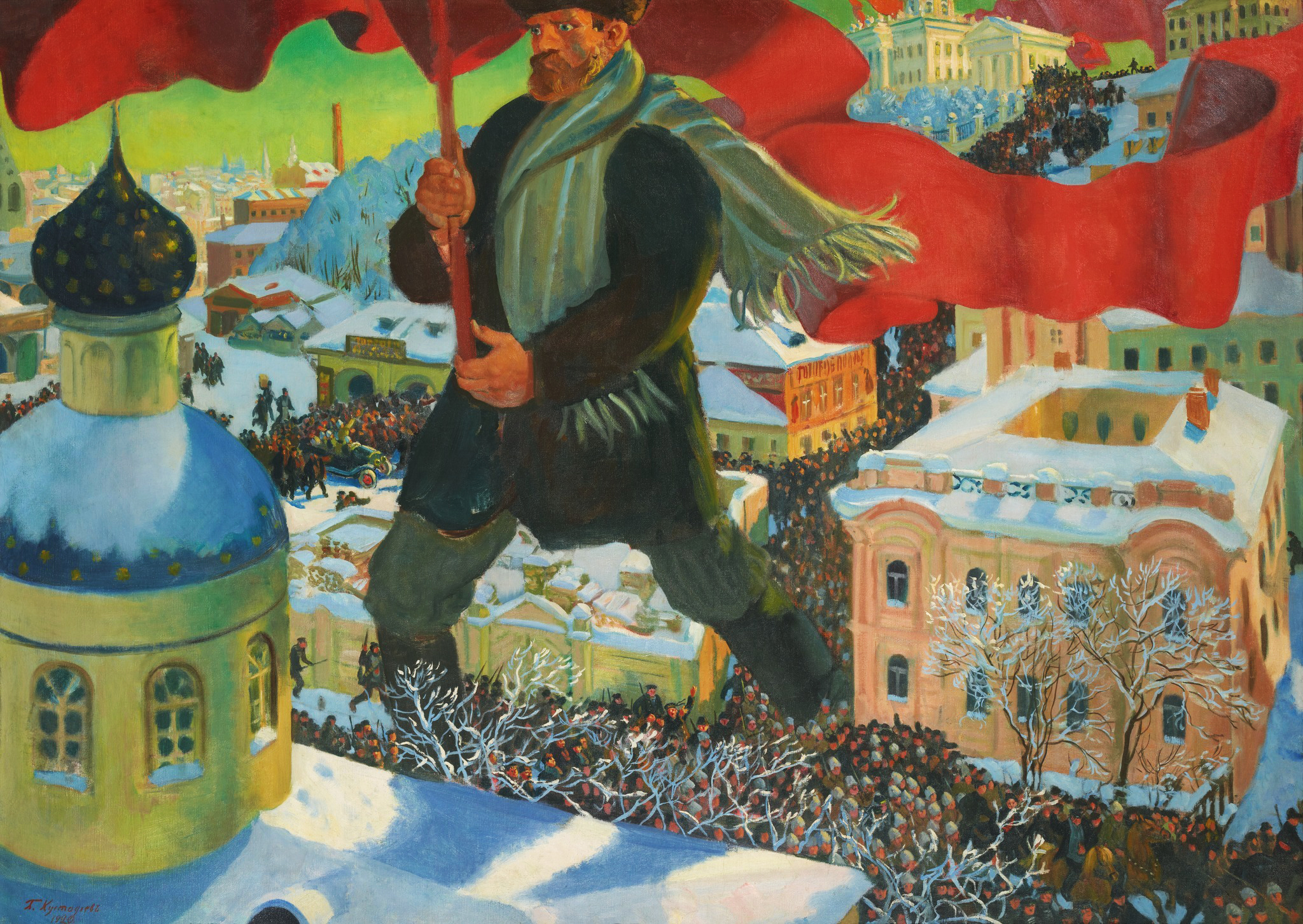
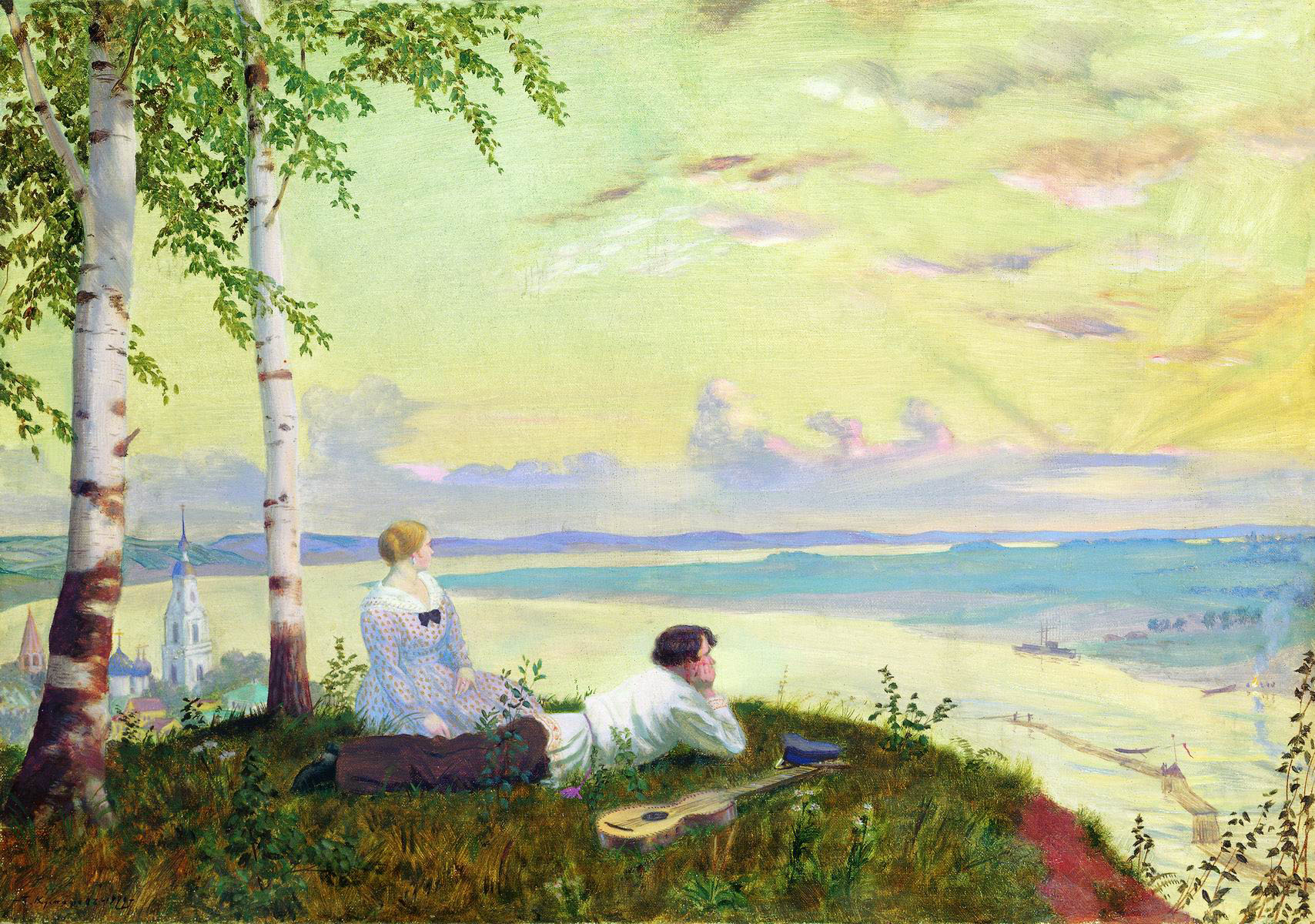
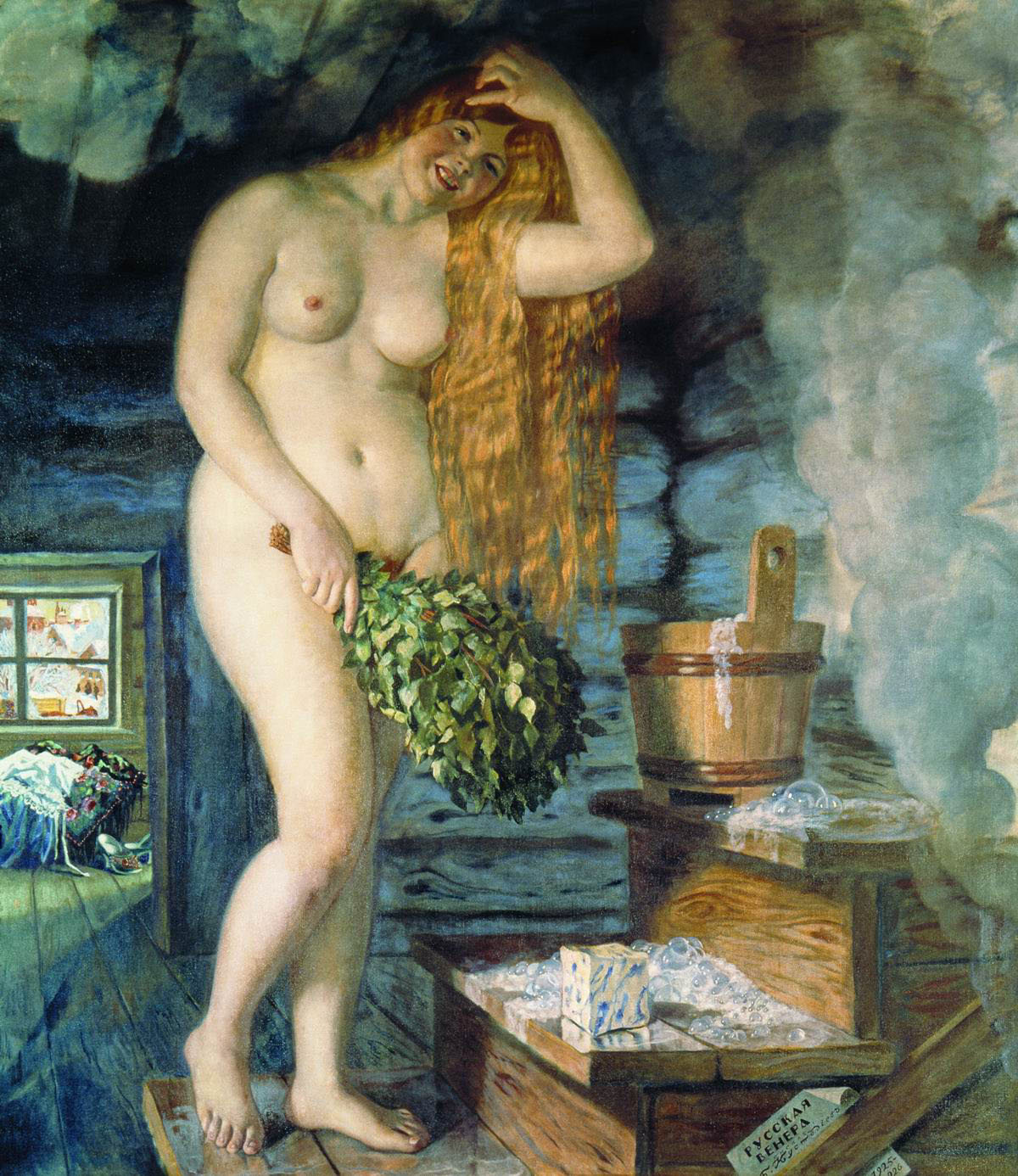
۱۹۱۵ م.
نگارخانه ترتیاکوف

پرتره
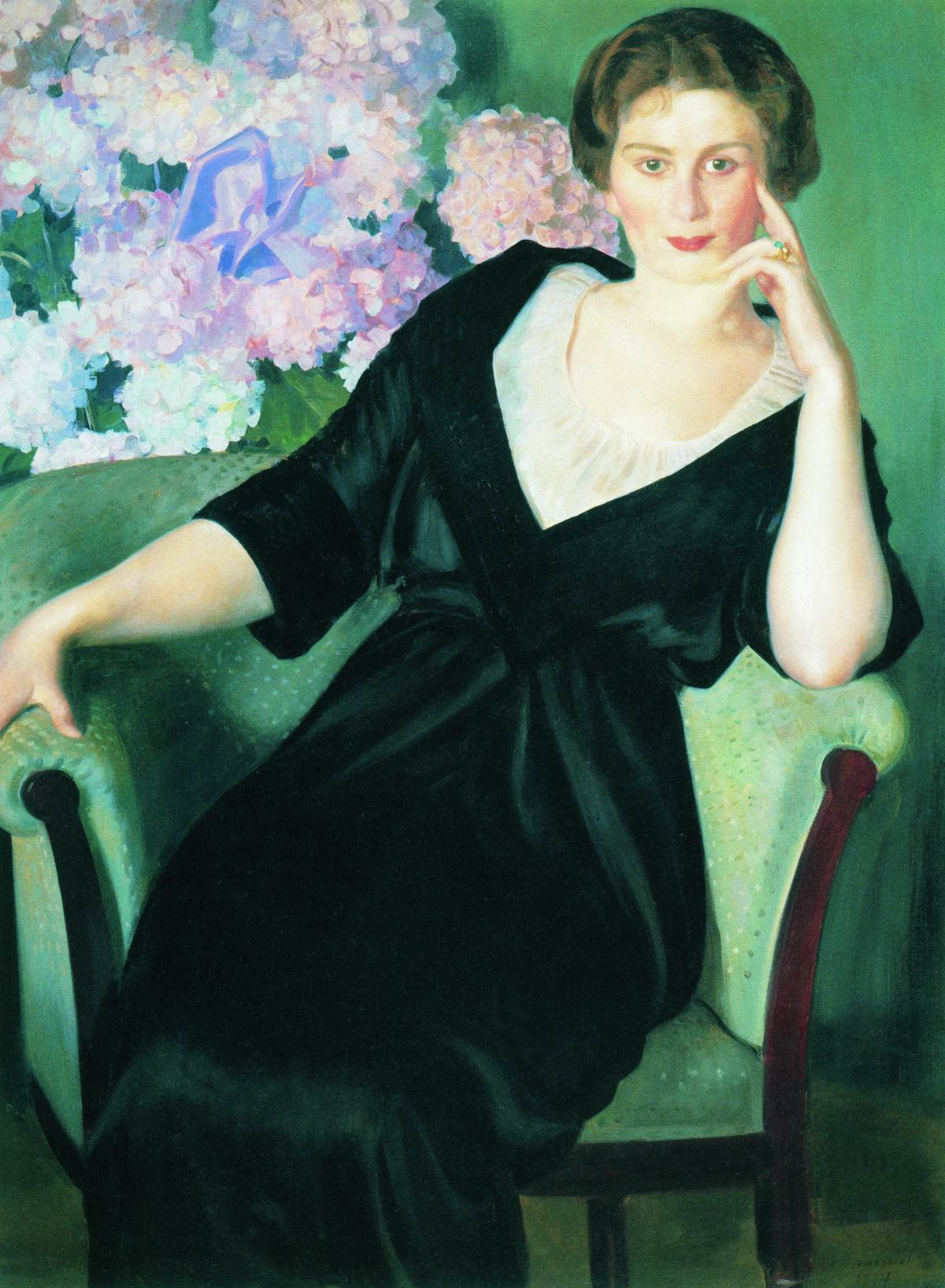
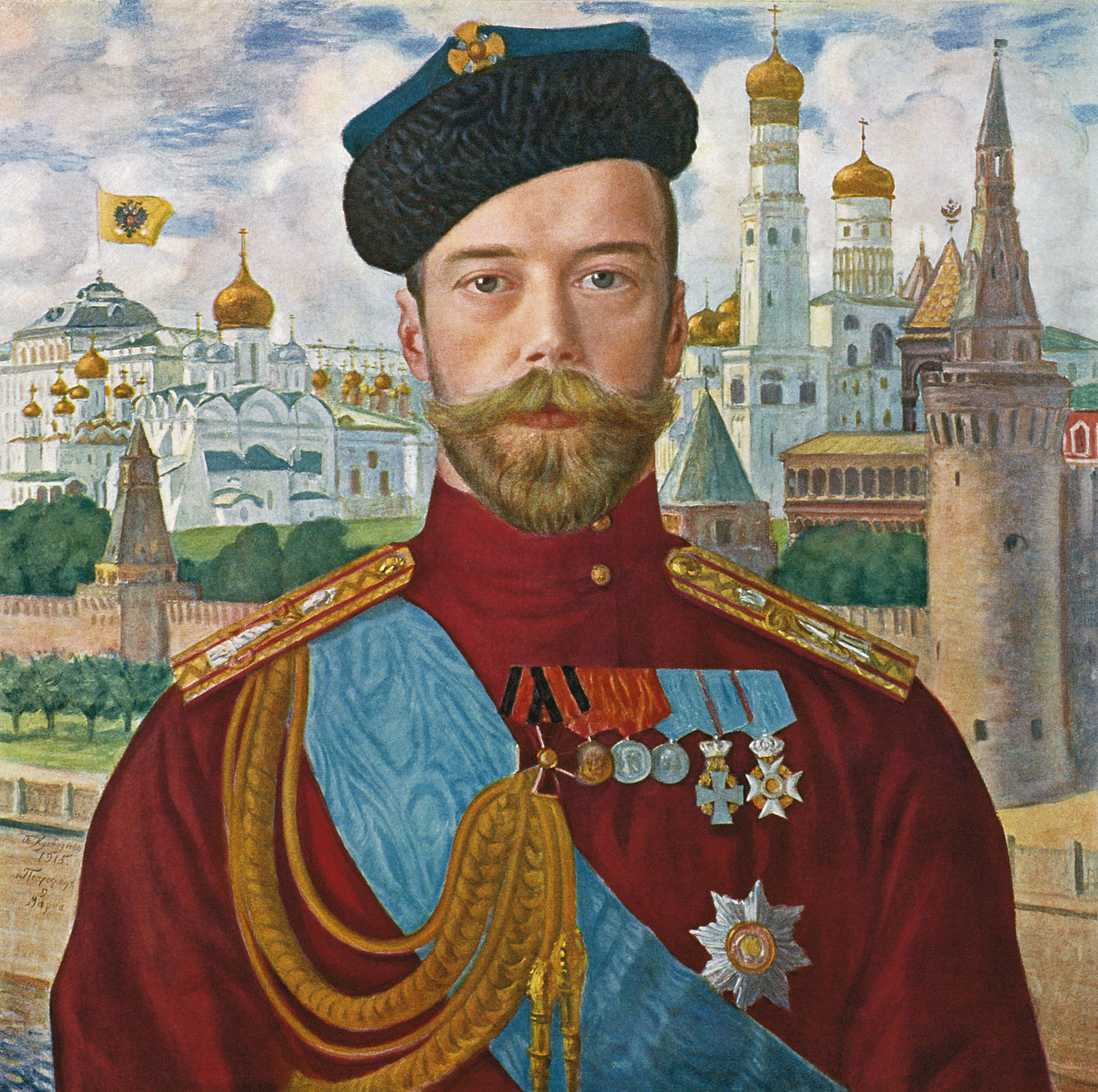
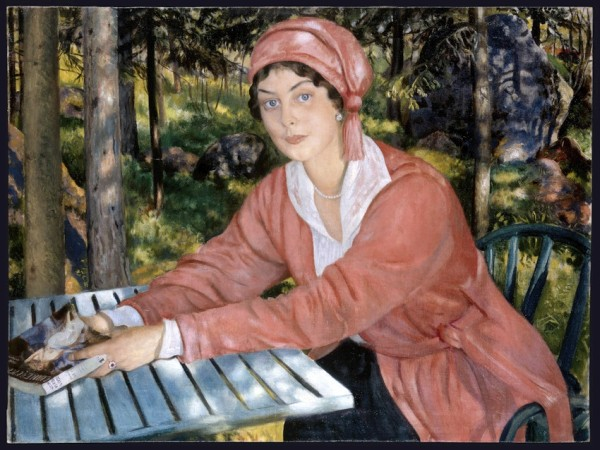
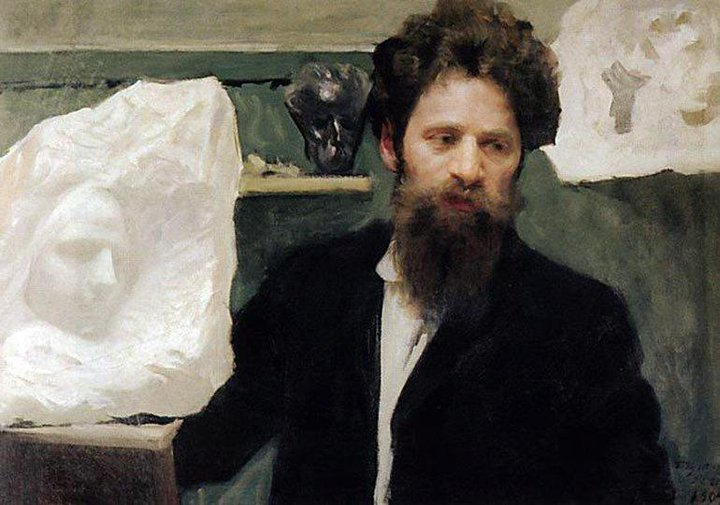
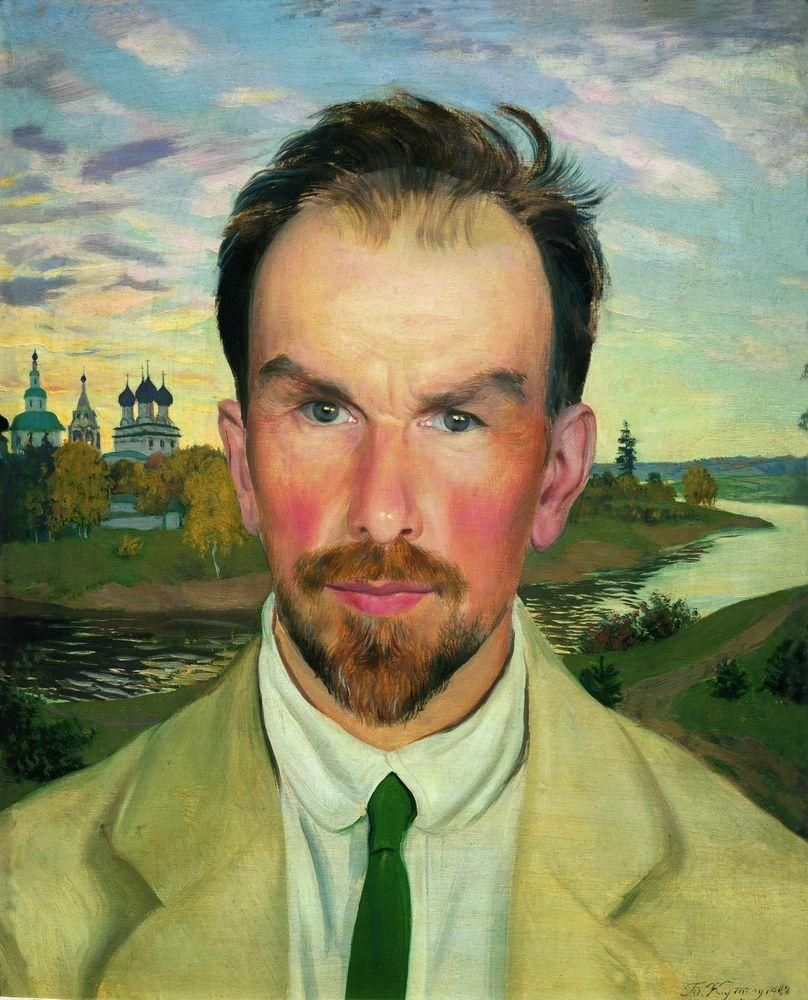
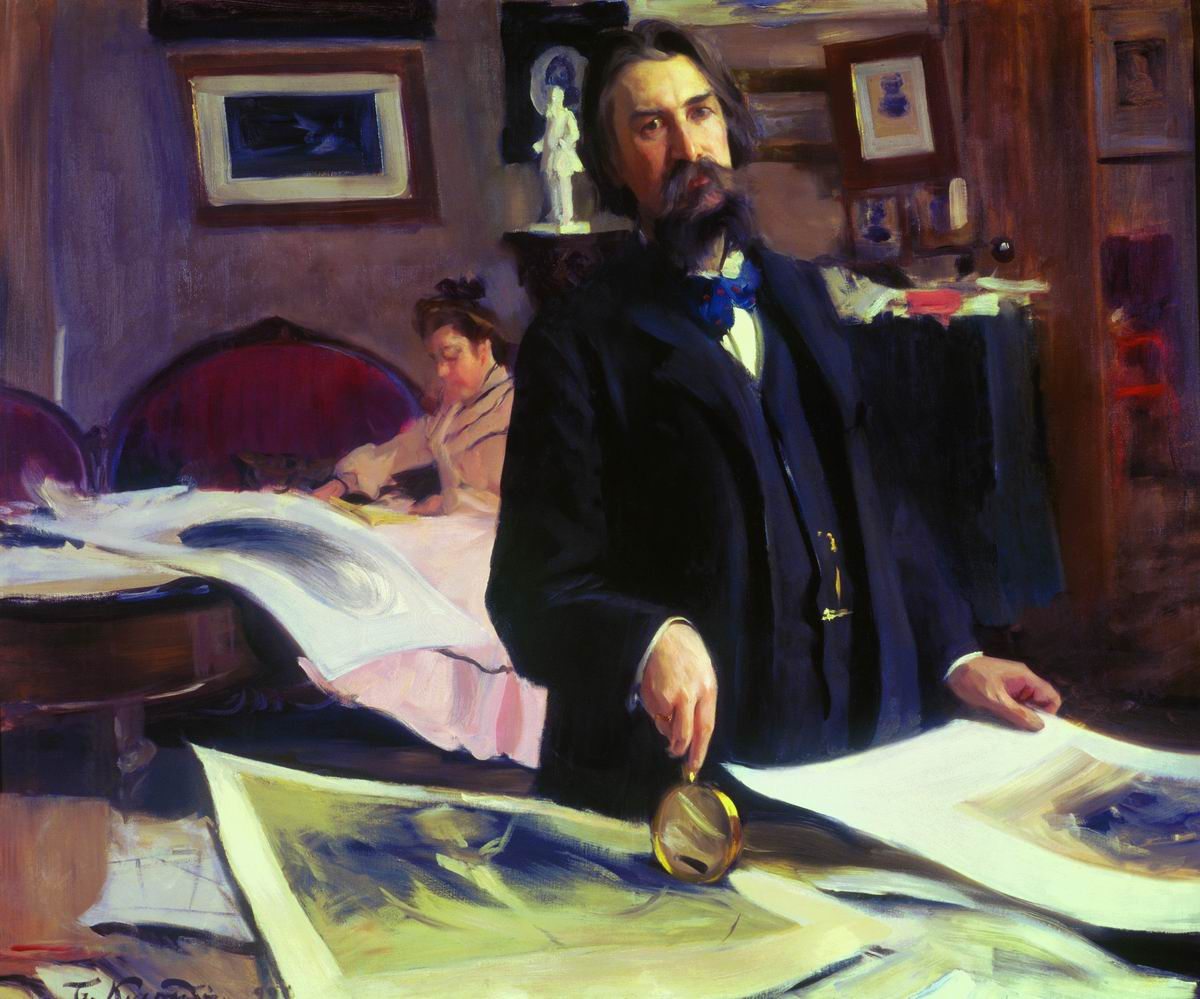
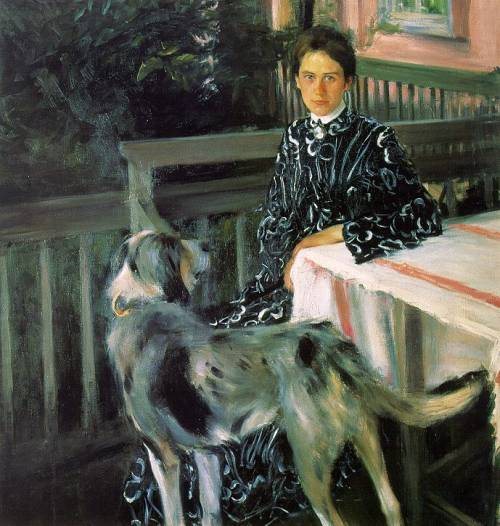
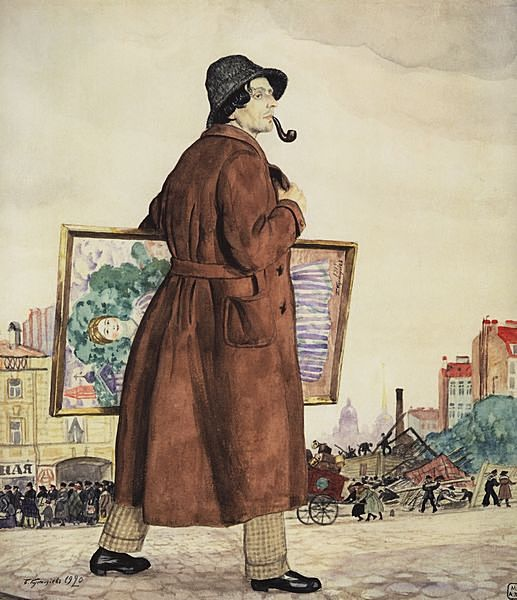
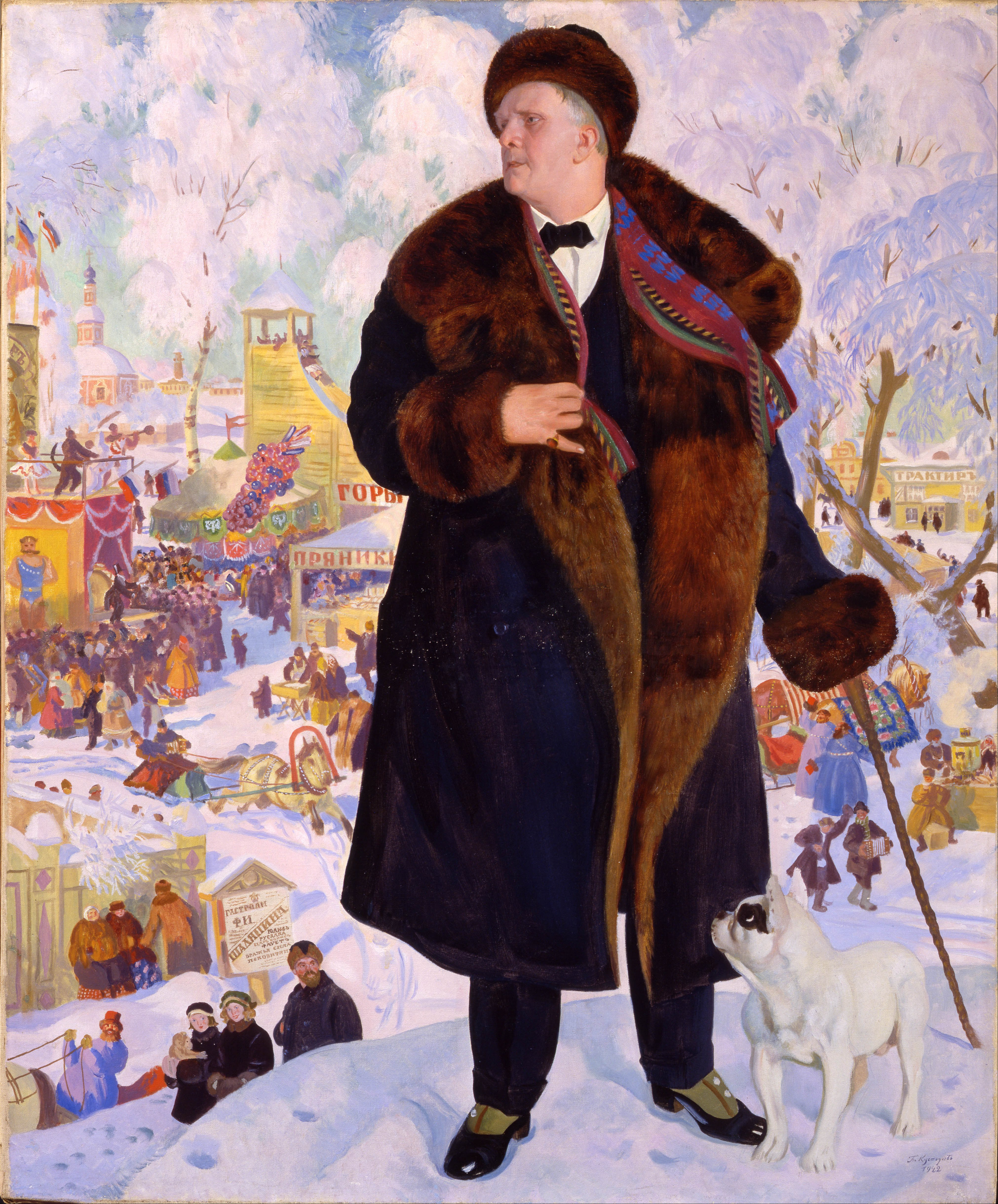
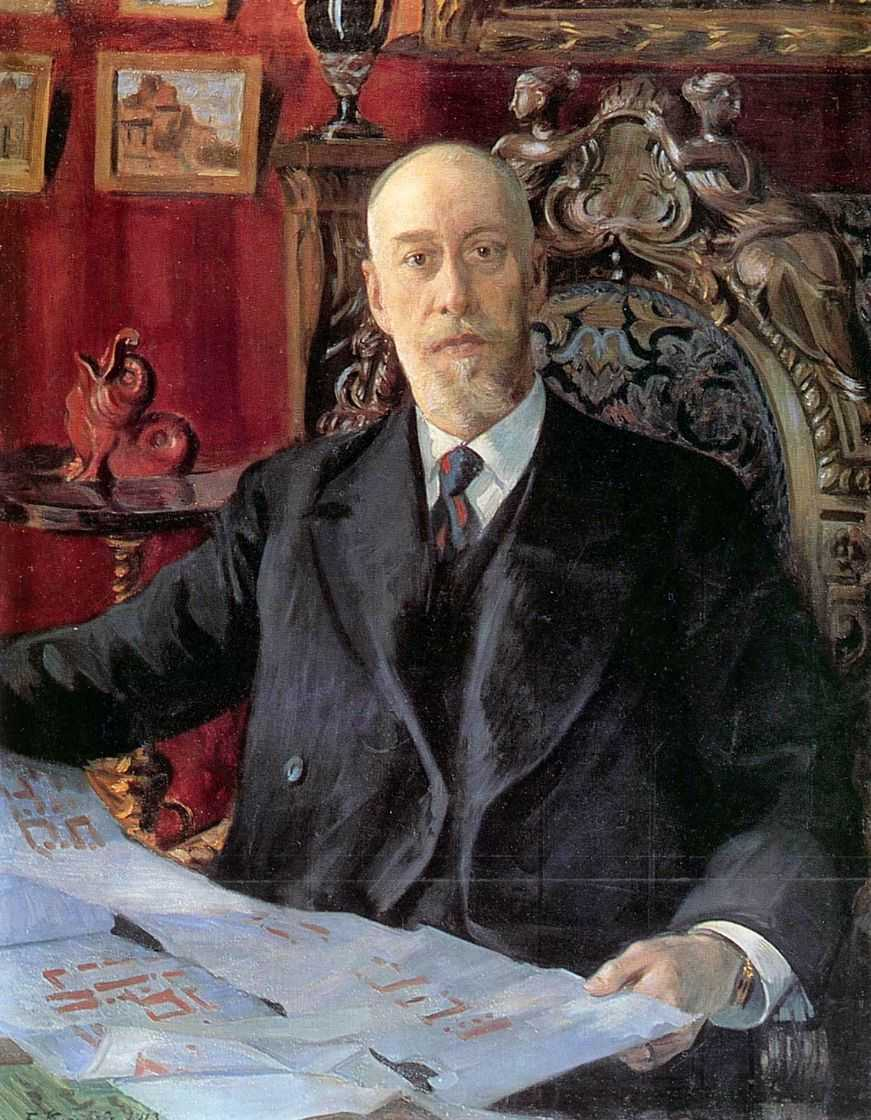
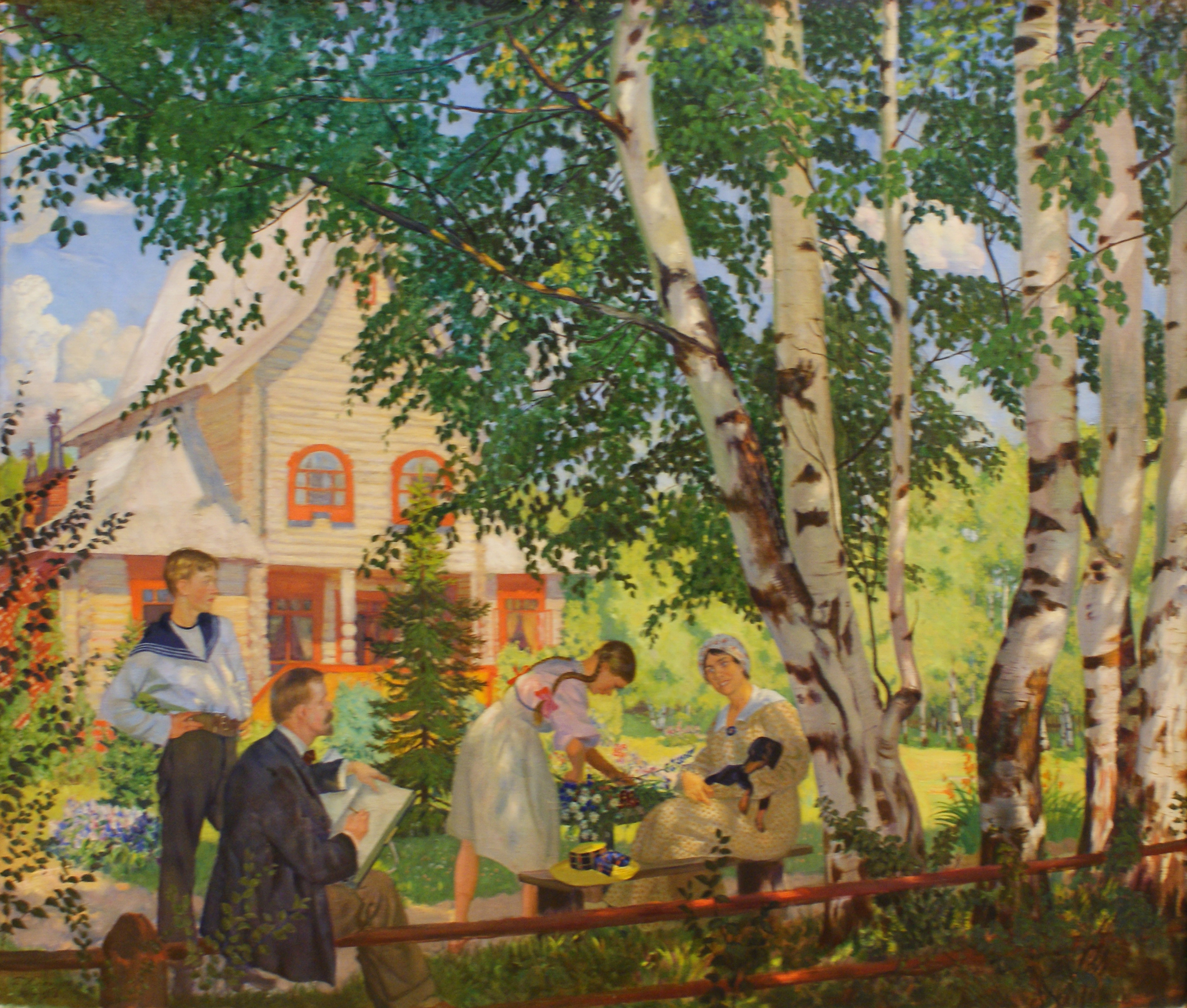
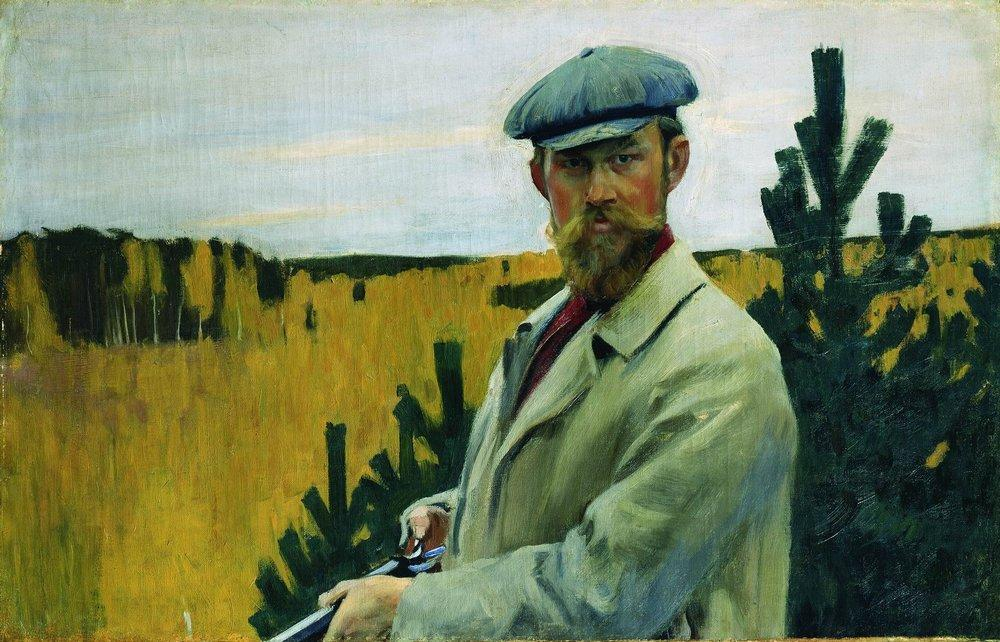
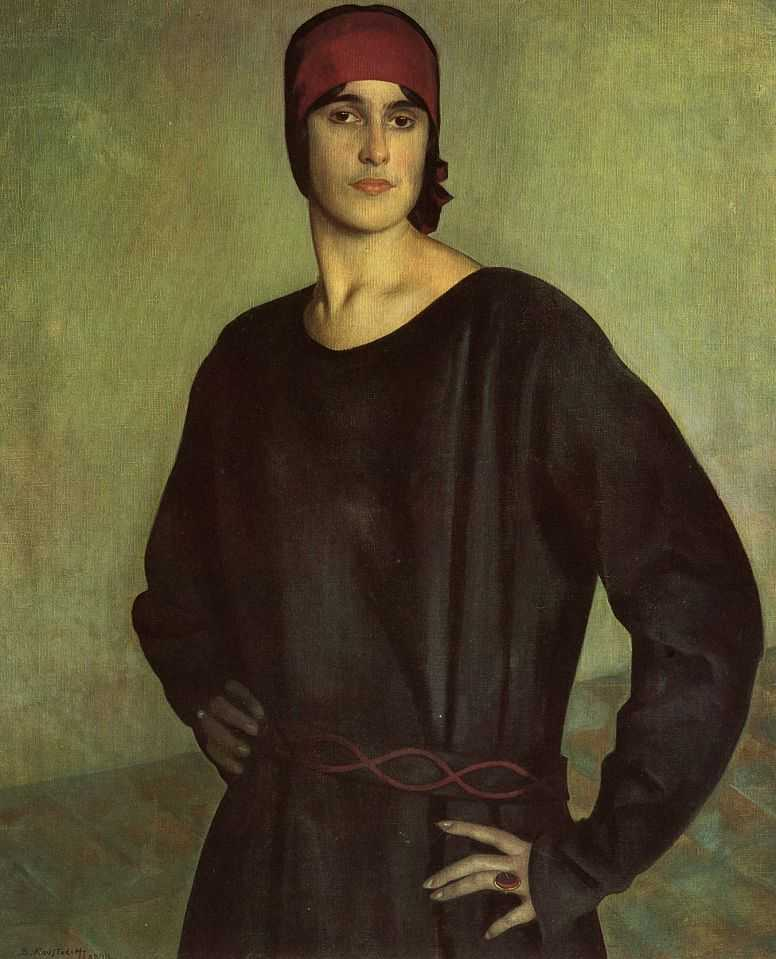
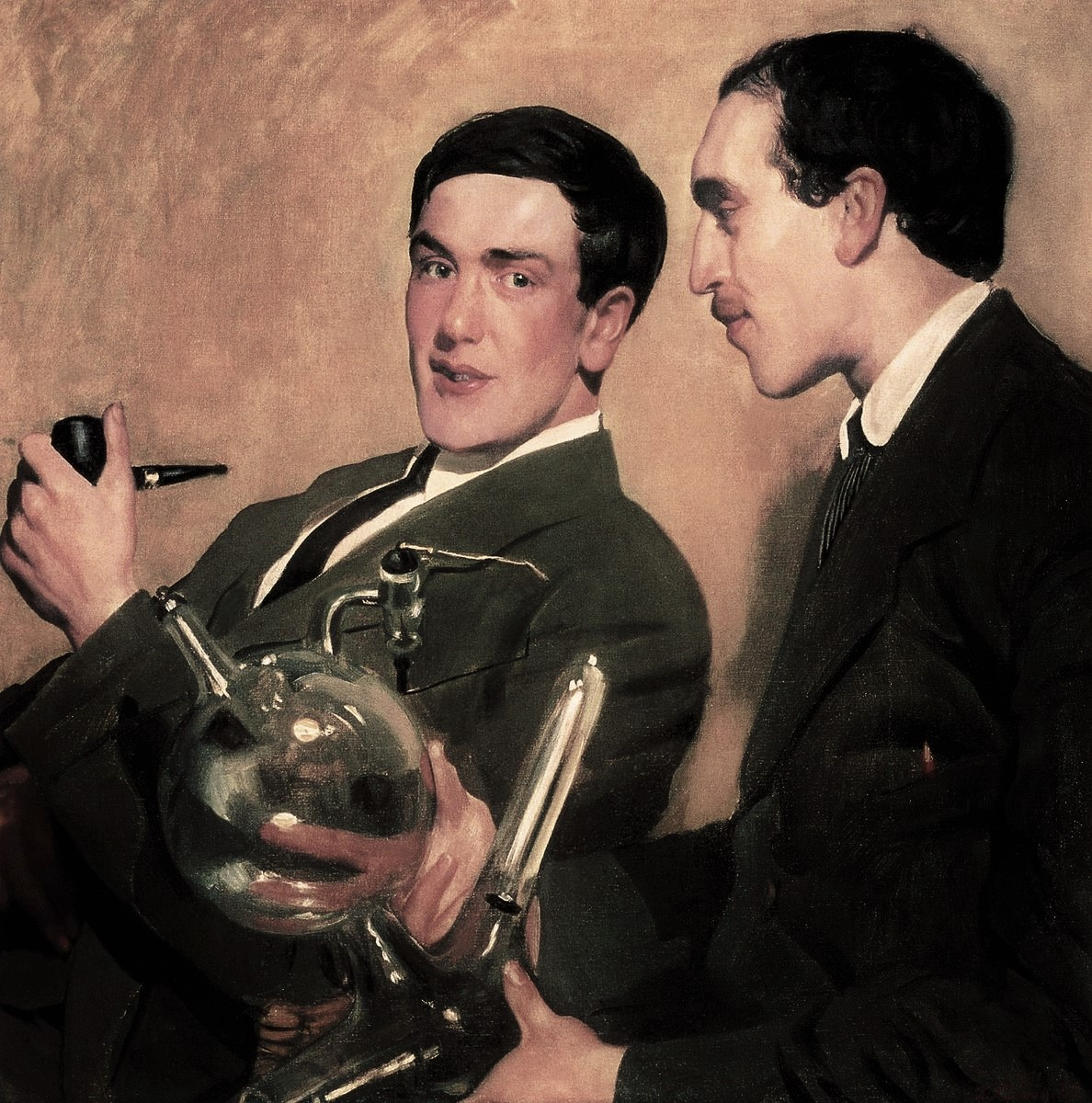
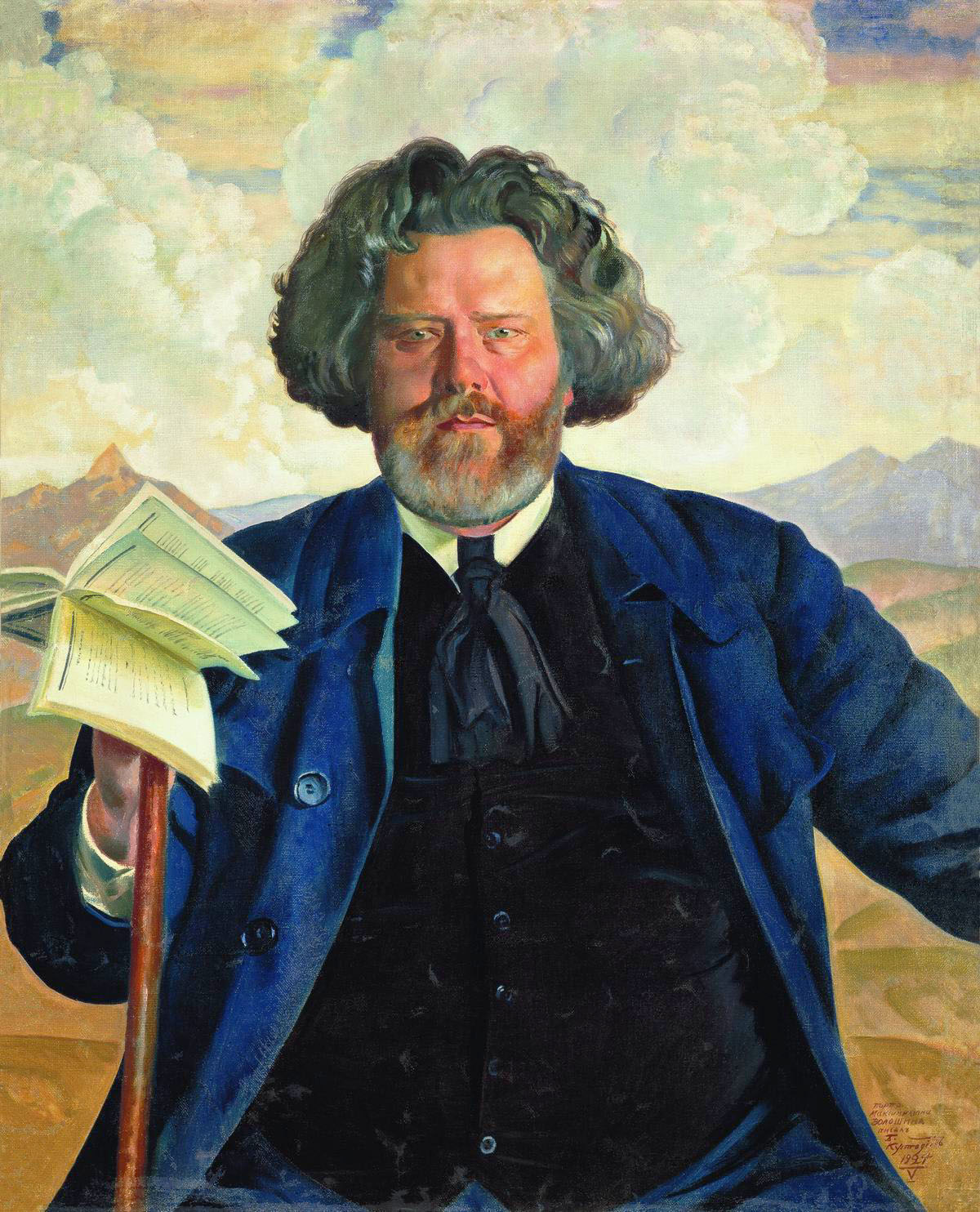
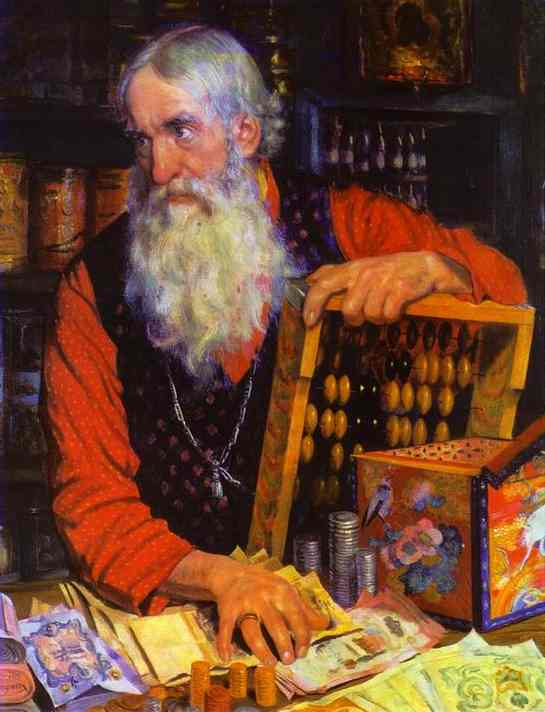
تاجر